# Militärgeographie
Militärgeographie oder Militärgeografie ist eine eigenständige, spezielle Disziplin der Militärwissenschaft (Wehrwissenschaft, Kriegswissenschaften) und erforscht die politisch-, ökonomisch- und physisch-geografischen Bedingungen sowie den operativen Ausbau des Territoriums der verschiedenen Staaten und Kriegsschauplätze hinsichtlich deren möglicher Einflüsse auf die Vorbereitung und Durchführung von Handlungen der Streitkräfte, einschließlich des bewaffneten Kampfes.

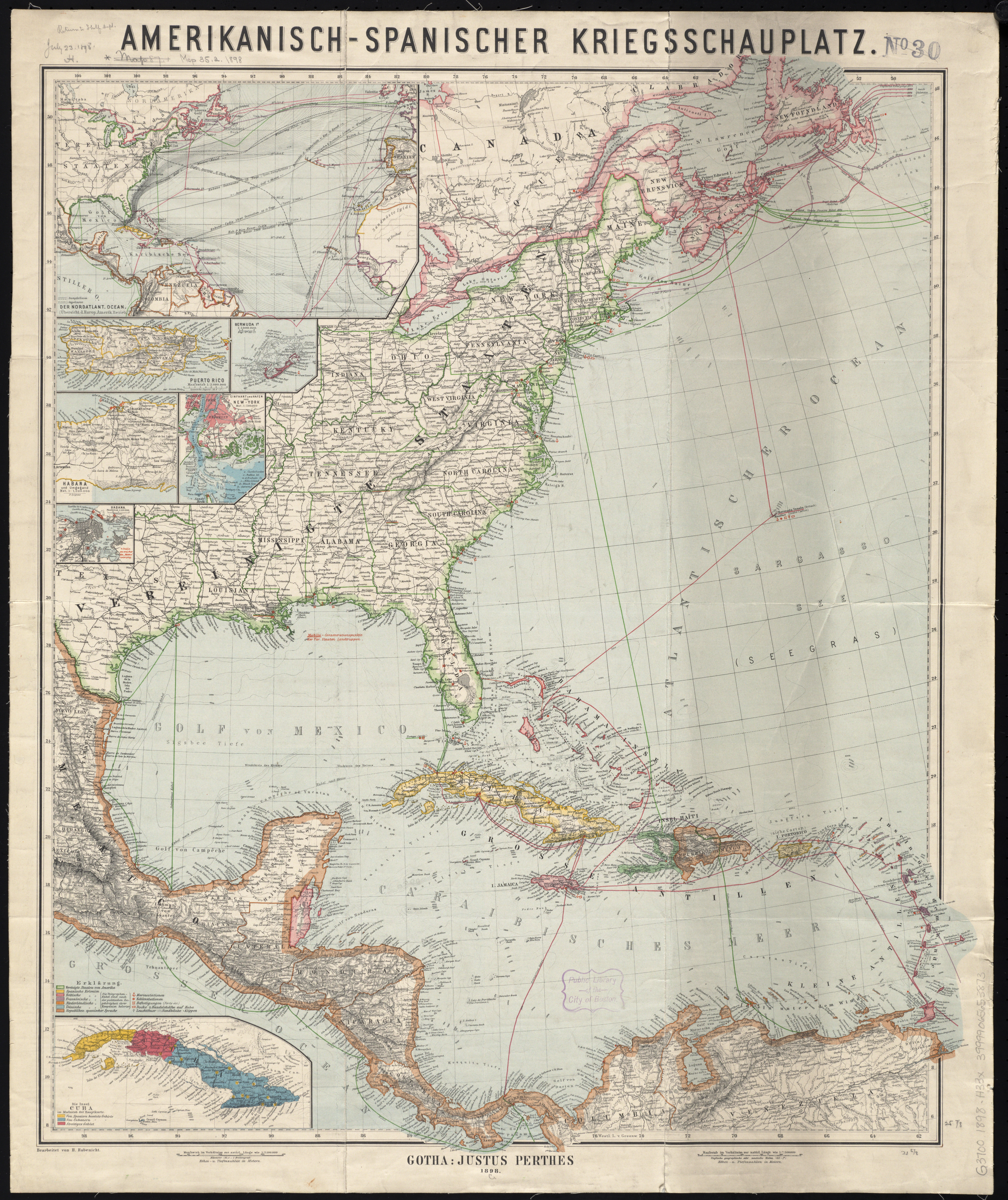
Historische Karte, Ende 19. Jh., Amerik.-Spanischer Kriegsschauplatz

Die Ergebnisse solcher militärgeographischer Untersuchungen und Bewertungen werden den Führungsorganen und Truppen (Kräften) in Form von verbalen militärgeographischen Beschreibungen und von militärgeographischen Spezialkarten zur Verfügung gestellt.

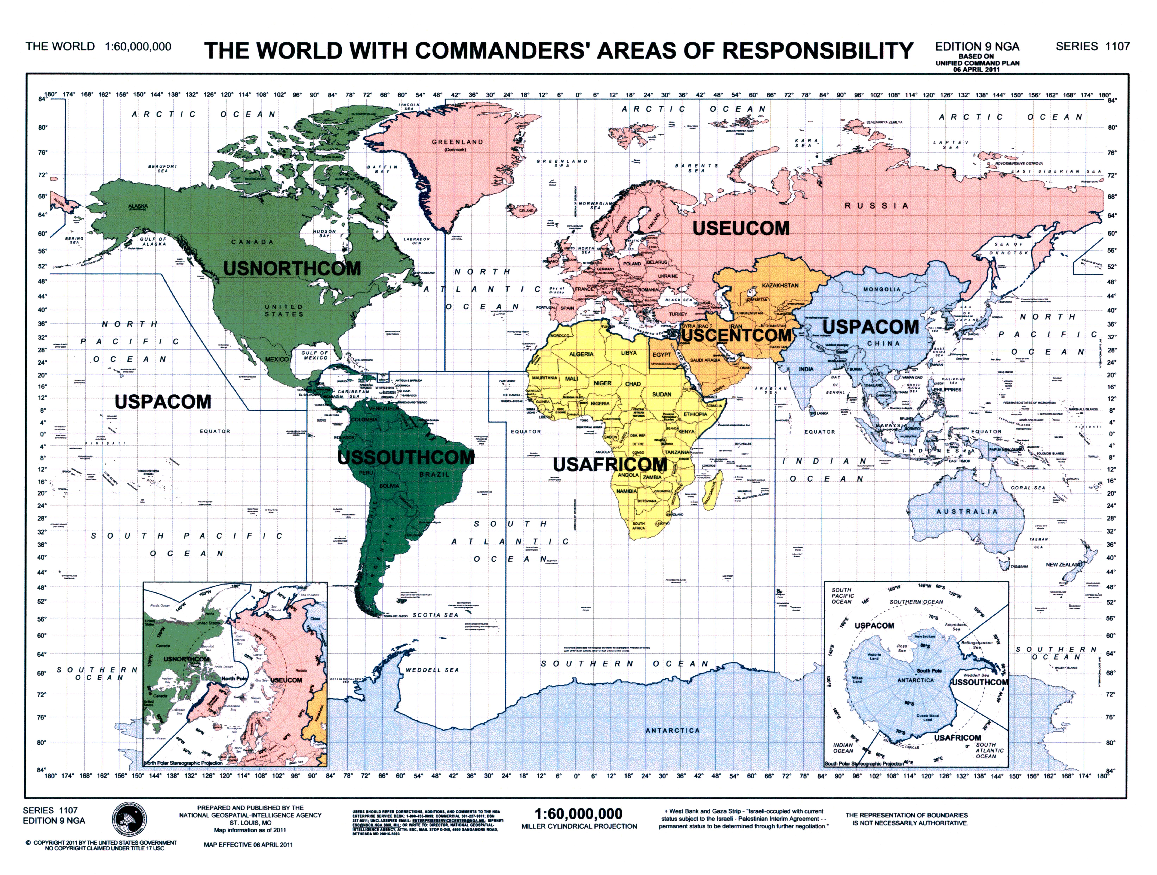
Globale Verantwortungszonen der Vereinten Kommandos der Streitkräfte der USA (U.S. Unified Command Plan Map, 2011)

Vereinte Einsatzkommando Karte (Unified Combatant Commands map)

## Militärgeographie im Militärischen Geowesen

### Teilgebiete des Militärischen Geowesens
Das Militärische Geowesen (Geoinformationswesen) nutzt im Interesse der Streitkräfte übergreifend Disziplinen und Zweige aus dem Bereich der Gesellschafts-, der Natur- und der technischen Wissenschaften, insbesondere der Geowissenschaften.
Dazu gehört vor allem als militärtechnische Wissenschaftsdisziplin die militärische Kartographie, um die Planung und Durchführung von Gefechtshandlungen und die Orientierung im Gelände für den taktischen Einsatz von Einheiten, Truppenteilen und Verbänden sowie für operative und operativ-strategische Handlungen von Großverbänden (operativ-taktischen Verbänden und operativen Vereinigungen) zu gewährleisten.
Das Militärische Geowesen umfasst gewöhnlich folgende Zweige und Bestandteile sowie die dazugehörigen Einrichtungen und Dienste:
- Militärgeographie;
- Militärtopographie, Militärgeodäsie;
- Militärkartographie, Militärphotogrammetrie;
- Militärhydrographie, Militärhydrometeorologie, Militärmeteorologie;
- Militärische digitale Geoinformatik.

Die Bestandteile des Militärischen Geowesens (Geoinformationswesens) sind in den verschiedenen Staaten (Staatengruppen) unterschiedlich festgelegt. In der Literatur sind z. B. die Begriffe Wehrgeographie, Wehr-Geowesen, Sicherheits-Geowesen (Security Geo-complex) und Politische Geographie (russ., политическая география) anzutreffen.
Der zwischen den NATO-Verbündeten verwendete Begriff Military Geography erfasst demnach den erweiterten Bedeutungsinhalt der deutschsprachigen Entsprechung Militärisches Geowesen und nicht nur die Wissenschaftsdisziplin Militärgeographie.

### Übergreifende Bereiche, Objekt und Gegenstand der Militärgeographie
Die Militärgeographie ist eine spezielle Disziplin der Militärwissenschaft und Nachbarwissenschaft zur Geographie. Sie untersucht nach Staaten (Staatengruppen), Räumen und Kriegsschauplätzen das politische Kräfteverhältnis, die ökonomischen und militärischen Möglichkeiten der Staaten (Koalitionen) sowie die politisch-, ökonomisch und physisch-geographischen Bedingungen, die einen möglichen Einfluss auf die Vorbereitung und Durchführung von Handlungen der Streitkräfte, einschließlich des bewaffneten Kampfes und Krieges nehmen können.
Sie nimmt übergreifend andere Disziplinen und Zweige aus dem Bereich der Gesellschafts-, der Natur- und der technischen Wissenschaften auf und untersucht deren Bereiche und die natürlichen und menschlichen Ressourcen, soweit sie für militärische Zwecke in der militär-strategischen und operativen Planung relevant sind.
Objekt der Militärgeographie ist der geographische Raum unterschiedlicher Dimension als Handlungssphäre der Streitkräfte in Friedenszeit, Spannungsperioden und Kriegszeit. Die Raumkategorien werden von der militärisch-politischen Führung vorgegeben.
Gegenstand der Militärgeographie ist das Wechselverhältnis zwischen Streitkräften, Gesellschaft und Natur in der Geosphäre (kontinental und maritim) unterschiedlicher Dimension in seiner räumlichen Differenzierung und Verflechtung in Friedenszeit, Spannungsperioden und Kriegszeit.

### Teilgebiete der Militärgeographie
Teilgebiete der Militärgeographie sind:
- die Theorie der Militärgeographie (auch: Allgemeine Grundlagen);
- die Historische Militärgeographie;
- die Militärische Länderkunde (Militärlandeskunde),
- das Studium (die Beschreibung) der Kriegsschauplätze und Raum-Analysen,
- die Maritime Militärgeographie.

Die maritime Militärgeographie richtet ihre Aufmerksamkeit auf das Studium der physisch-geographischen und nautisch-hydrographischen Bedingungen der Meere, Ozeane und der Seekriegsschauplätze.
Die Gebiete der Militärgeographie werden meist aus zwei Perspektiven bearbeitet: aus der theoretischen und der angewandten. Die nicht geringe Distanz zwischen beiden Teilen, wie zwischen Theorie und militärischer Praxis überhaupt muss beachtet werden.
Ebenso wie die Definition sind die Teilgebiete der Militärgeographie nicht abschließend festgelegt. Bewertet die Militärgeographie die geographischen Faktoren und Bedingungen vorrangig als Einflussfaktoren auf das Handeln der Streitkräfte, so hatte die Wehrgeographie vorrangig die politisch-strategischen Einflüsse auf die Sicherheit des Staates (der Staatengruppen) zu erforschen.

## Geschichte

### Vorgeschichte
Seit jeher haben sich die gesellschaftlich handelnden Menschen mit der umgebenden Natur auseinanderzusetzen. Mit zunehmender Produktivität der Menschen wandelten sich die unmittelbaren und spontanen Beziehungen zur Natur in neue Formen der Auseinandersetzung mit den physisch-geographischen Bedingungen ihrer Arbeits- und Lebensräume.
Zugleich entwickelten sich soziale Beziehungen zwischen den gesellschaftlichen Gruppen zur Verteidigung des erworbenen Eigentums und zur Gewinnung von Reichtum. Umfangreiche Kämpfe wurden dazu geführt, Kriege vorbereitet und geführt, immer mehr Menschen und größere Räume auf der Erde in bewaffnete Auseinandersetzungen einbezogen. Die effektive Vorbereitung und erfolgreiche Durchführung von Kampfhandlungen war stets an die rechtzeitige und umfassende Beachtung aller äußeren Einflussfaktoren und Bedingungen, darunter der militärgeographischen gebunden.
Die mögliche Periodisierung der Entwicklung zu einer militärgeographischen Wissenschaft ist zum einen mit den Leistungen einzelner Persönlichkeiten verknüpft, die qualitative Sprünge im Erkenntnisprozess auslösten. Zum anderen haben Zäsuren in den ausgeübten Kampfweisen und in der Kriegskunst Einfluss auf die militärgeographischen Aktivitäten genommen.

### Geländekunde in der Antike und im Mittelalter

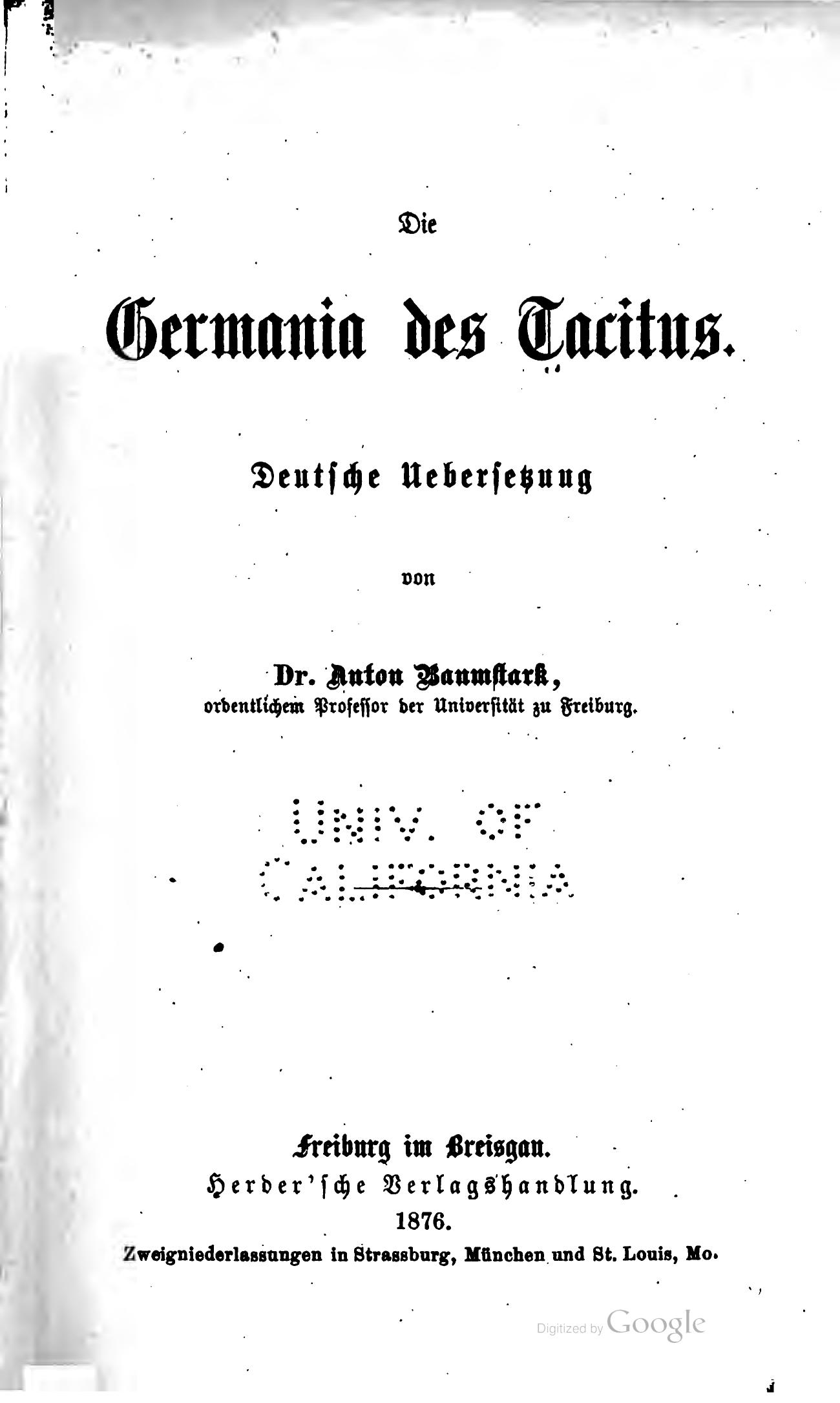
Germania des Tacitus, dt. Übers., Titelblatt, hrsg. Freiburg i. Br. 1876

Die Anfänge der Militärgeographie liegen in der Antike – dabei in der sinnvollen Ausnutzung der Geländeformen und der Verkehrsverhältnisse insbesondere in römischer Zeit mit dem Ausbau von Fernverkehrswegen.
Eine systematische Beschäftigung mit dem Einfluss des Geländes ist in dem Buch Die Kunst des Krieges des chinesischen Generals Sunzi (Ssun–Ds’) im 5. Jahrhundert vor Christus zu erkennen. Er verpflichtet in 4 von 13 Buchkapiteln die Feldherren bei Strafe ihres Untergangs, das Gelände in ihre Überlegungen einzubeziehen und ordnet damit landeskundliche und topographische Beurteilungen der höheren Ebene der Kriegskunst, der Strategie zu. Übersetzungen der Schrift erschienen erstmals in Russland (1889), in England und Deutschland (1910), in der Sowjetunion (1943, 1950), in der DDR (1957) und in fast 70 deutschsprachigen Ausgaben in den 2000er Jahren.

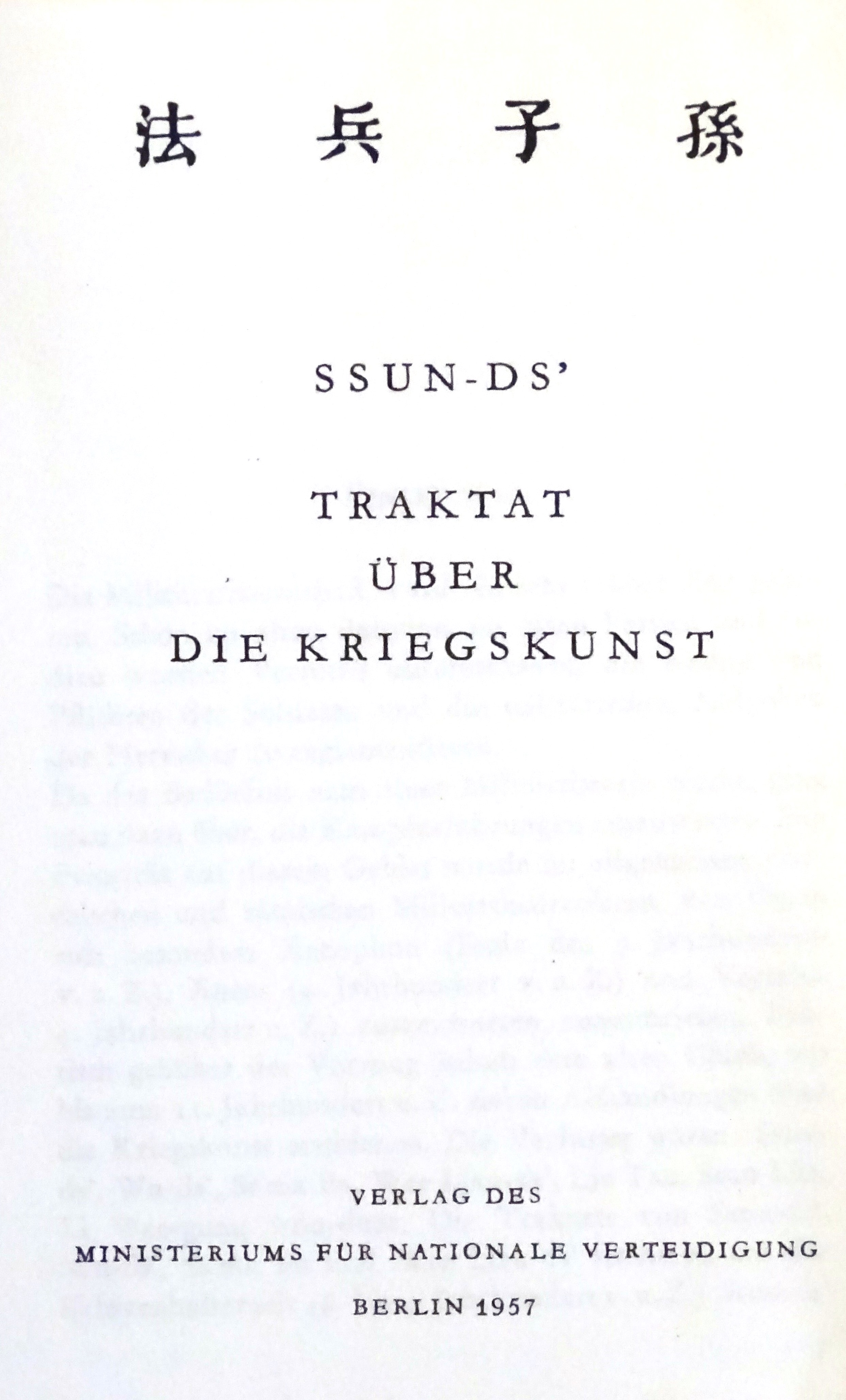
Ssun–Ds’: Traktat über die Kriegskunst. Titelblatt, Übers. aus Altchines. ins Russ., dt. Übertrag, 1957
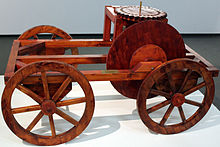
Hodometer anagoria, Hilfsmittel der Bematisten (Schrittzähler) in der Antike
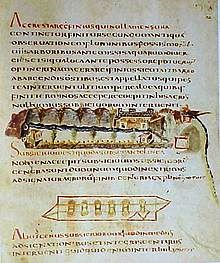
Beispiel für Wegekarten (Itinarien) der Cäsar-Zeit, Corpus Agrimensorum Romanorum

Alexander von Makedonien (356 bis 323 v. u. Z.) beschäftigte in seiner Armee eine Topographietruppe, die Bematisten (Schrittzähler), die eroberte Gebiete kartographisch aufnahmen. Eine ähnliche Truppe ist aus der Cäsar-Zeit (100 bis 44 v. u. Z.) überliefert – die Agrimensoren (Mensoren), die stark verzerrte Wegekarten (Itinarien) lieferten. Diese Beschreibungen, Topographien genannt, können als Vorläufer zeitgenössischer militärgeographischer Beschreibungen angesehen werden. Von den germanischen Stämmen sind ähnliche geographische Arbeiten nicht überliefert, z. B. in der ethno-geografischen Studie von Tacitus Germania (98 u. Z.) über das Volk der Germanen.

### Angewandte Geographie in der frühen Neuzeit
Die an das Mittelalter anschließende Epoche der großen geographischen Entdeckungen (Marco Polo, Christoph Kolumbus, Willem Barents, Abel Janszoon Tasman) fand ihren Widerspiegelung auf dem europäischen Kontinent in erstmals gefertigten ökonomisch-geographischen Arbeiten wie z. B. in der Beschreibung der Niederlande von Lodovico Guiccardini (1521–1589).

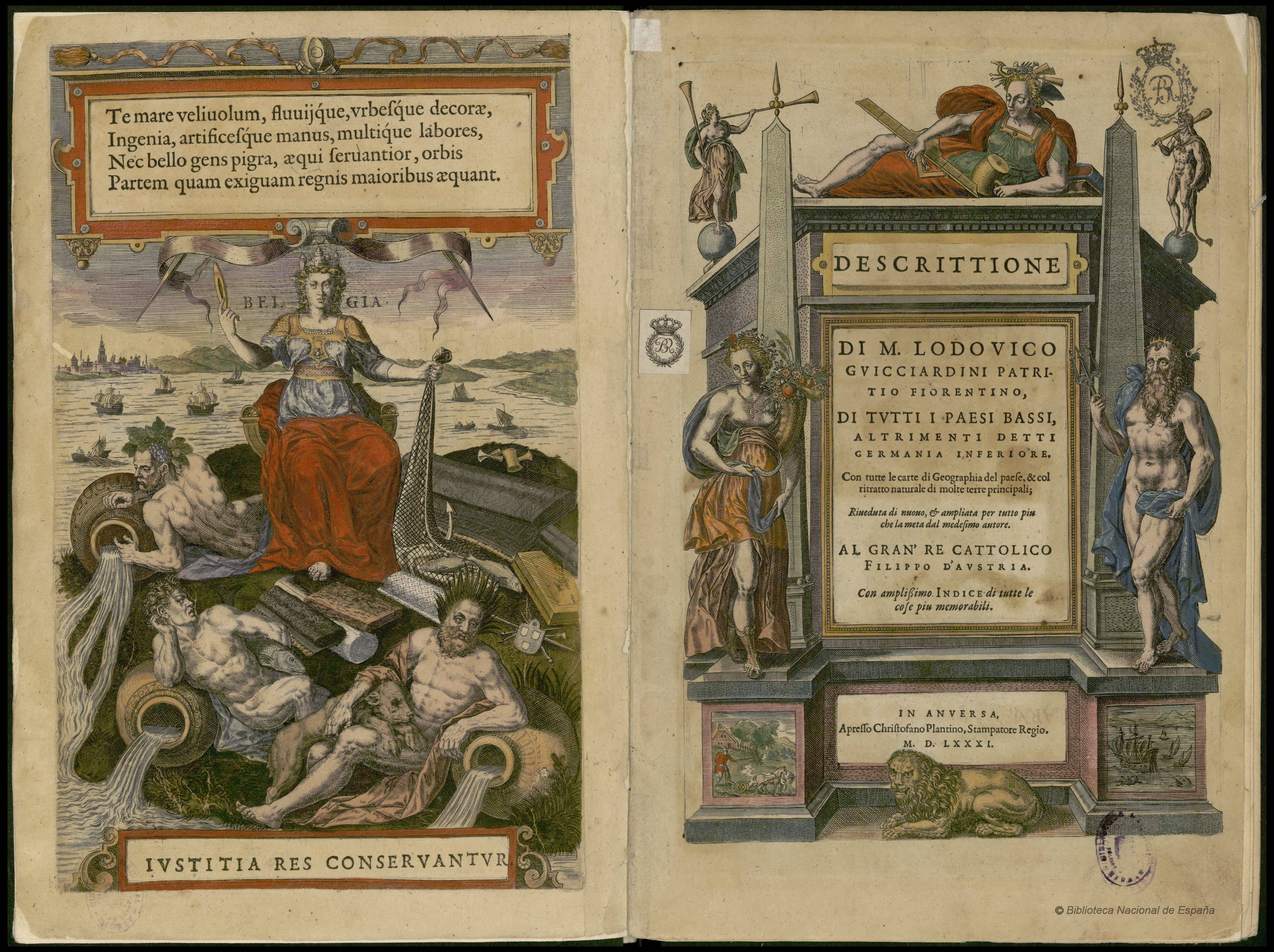
Beschreibung der Niederlande von Lodovico Guiccardini (1521–1589)
Geographia generalis (1650) des Geographen Bernhardus Varenius (1622–1650)
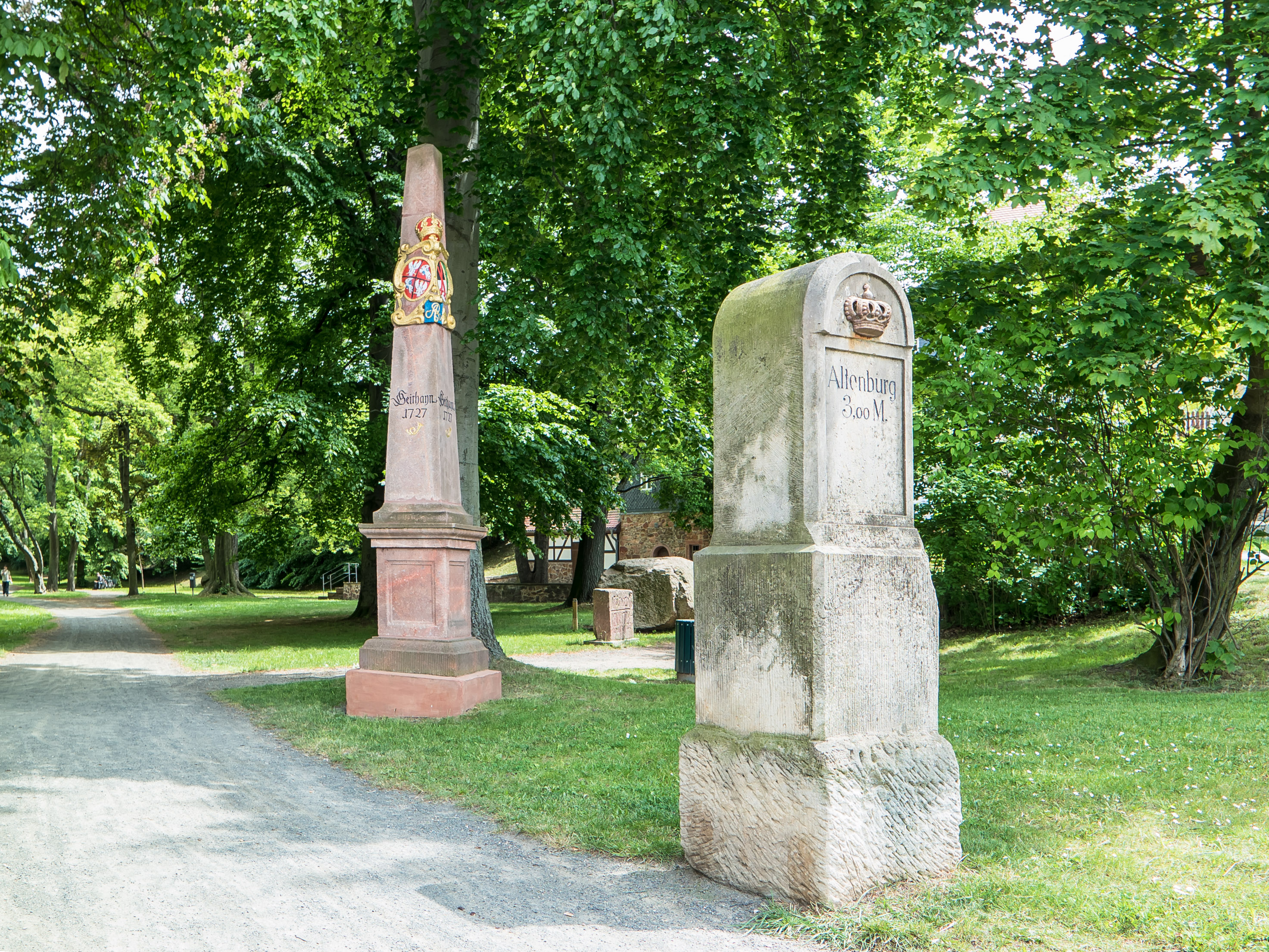
Postmeilensäule und Kgl. Sächs. Meilenstein (Geithain b. Leipzig)
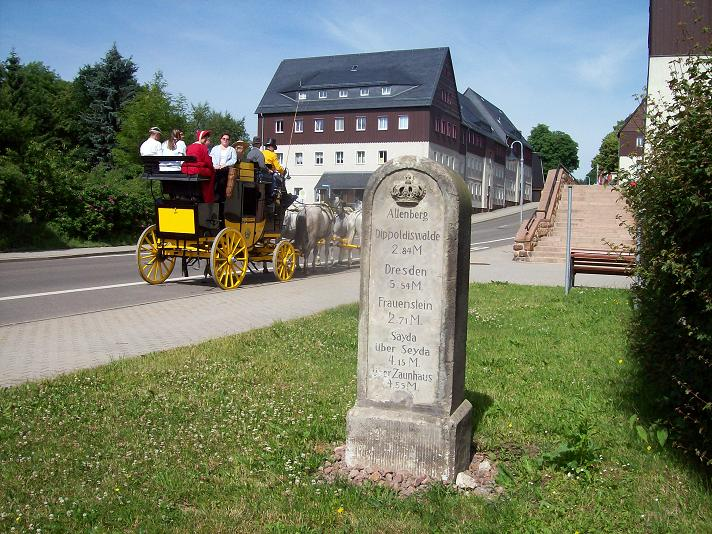
Kgl. Sächs. Meilenstein, mit Kgl.Sä. Postkutsche, Stationsstein in Altenberg (Osterzgeb.)

Bemerkenswert ist das Werk Geographia generalis (1650) des Geographen Bernhardus Varenius (Bernhard Varen, 1622–1650), der in Zweiteilung eine allgemeine (globale) und besondere (regionale, örtliche) geographische Beschreibung vorlegte.
Das Aufkommen der Manöverstrategie führte im 17./18. Jahrhundert zur Formierung eines Ingenieurkorps (Frankreich 1688, Brandenburg-Preußen 1729, Sachsen 1730, Braunschweig 1731, Österreich 1747), das sich nicht ausschließlich, sondern überwiegend mit geographischen Problemen aus militärischer Sicht widmete. Praktische Arbeiten, wie z. B. die Errichtung der Postmeilensäulen (ab 1720), gingen der großen topographischen Landesaufnahme in Sachsen (1780–1811) voraus. Kriegskarten-Archive wurden angelegt: Frankreich 1688 – beim Depot de la Guerre, England 1791 – Ordonnance Survey, Preußen 1742 – Plankammer, Österreich 1764 – Topographische Abteilung des Kriegsarchivs.

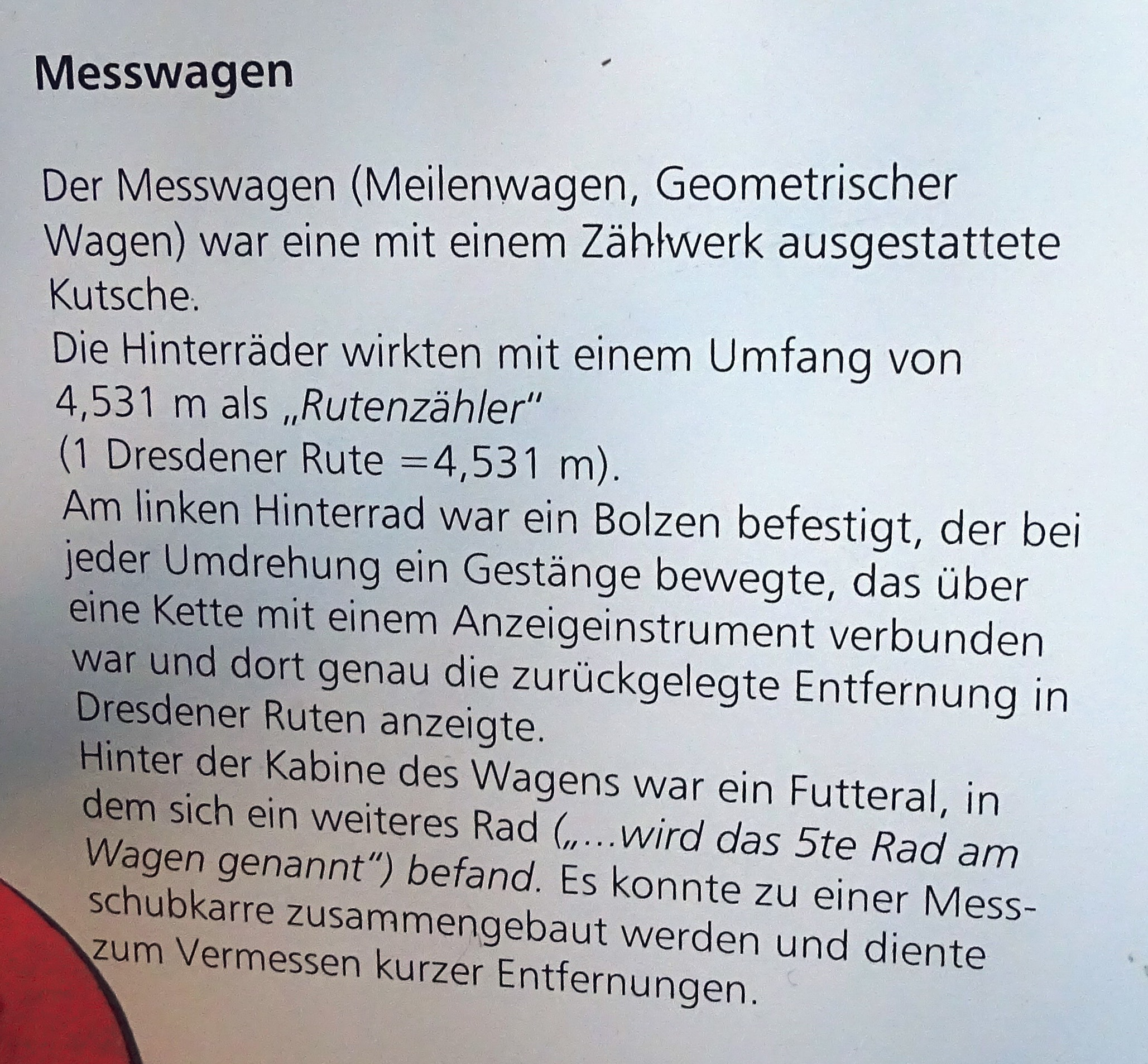
Zürner-Messwagen, Sachsen, Anf. 18. Jh., Museumsbeschreibung, Lauenstein Osterzgeb.
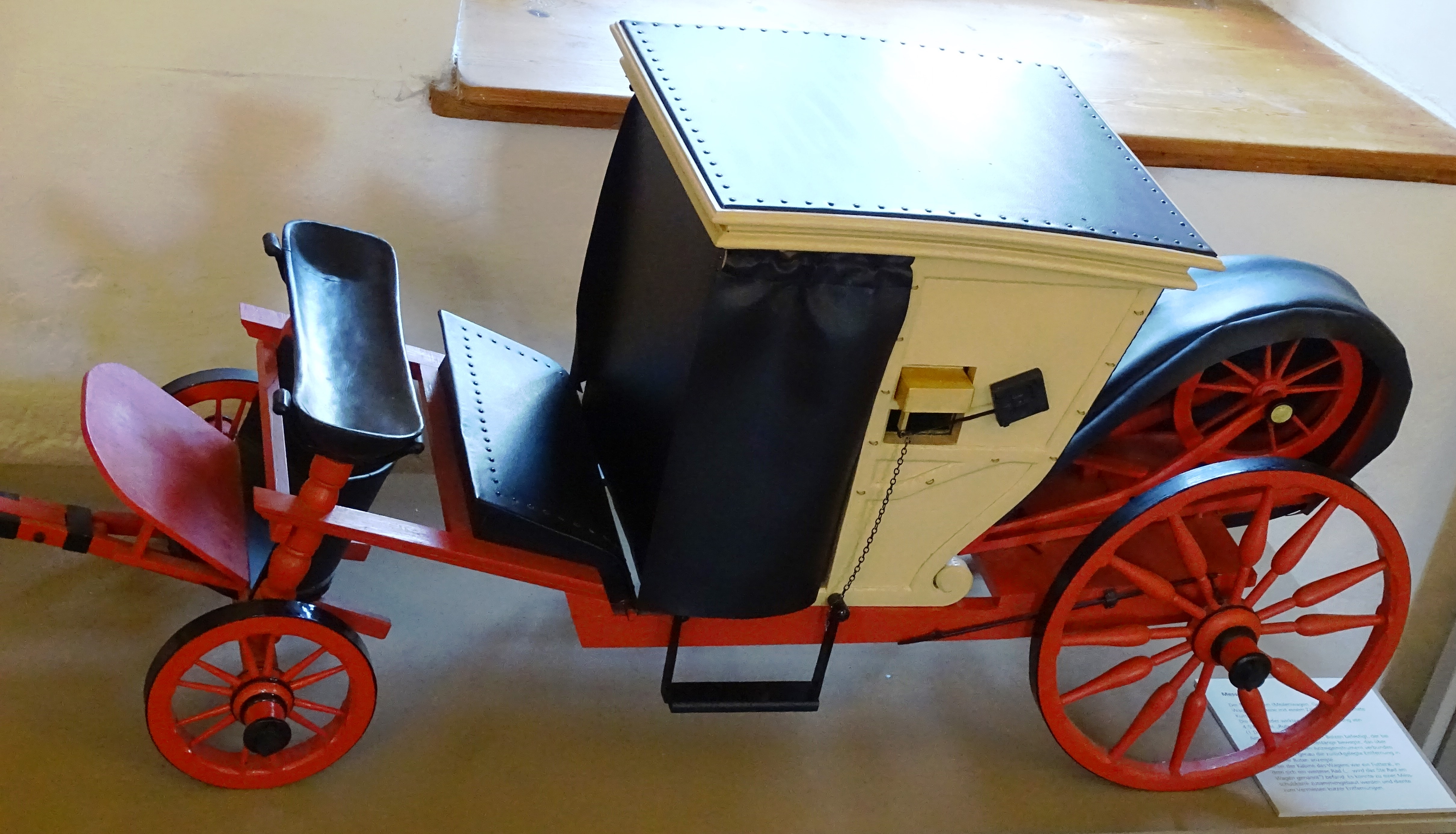
Messwagen von Zürner, Sachsen, Anf. 18. Jh., Schlossmuseum Lauenstein Osterzgeb.

Ein Großteil der militärgeographischen Literatur dieser Zeit stammt von sächsischen Autoren, die sich mit den Vorteilen für den militärischen Gebrauch des Geländes beschäftigten. Dazu gehören: August Gottlob Böhme (1793) – ab 1750 Lehrer des mathematischen und militärischen Wissens an der Dresdner Ingenieur-Akademie, Backenberg (1797), Johann Georg Lehmann (1765–1811) – Erfinder der Geländeschraffur.
Erst seit dem Ende des 18. Jahrhunderts begann sich die Militärgeographie zu einer Wissenschaft zu entwickeln.

### Etablierung der militärgeograph. Disziplin im deutschsprachigen Raum
Im Jahr 1801 wurde mit ausgewählten Teilnehmern, darunter Carl v. Clausewitz (1780–1831), eine Akademie für junge Offiziere der Infanterie und Kavallerie formiert. Zu ihren Lehrkräften zählte Ludwig Müller (1734–1804), der mit seiner Terrainlehre als ein Begründer der wissenschaftlichen Militärgeographie im deutschsprachigen Raum gilt. Im Jahr 1801 wechselte er von der Ausbildung von Fahnenjunkern an der Potsdamer Ingenieursakademie und der Berliner Inspektionsschule als Dozent für kartographische Probleme, Terrainlehre und Kastrametation (Castrometrie, militärisches Lagerwesen) an diese Akademie.
Die Vergrößerung der stehenden Heere und Erweiterung der Handlungsräume führte zwingend zu Veränderungen in der Kriegskunst. Ludwig Müller schreibt: „Das Kriegswesen, welches vor Einführung des feststehenden Soldaten bloß als ein temporelles Handwerk betrieben wurde, erhielt nunmehr das Ansehen einer Kunst.“
In seinem Werk Die Terrænlehre (1807) unterschied er deutlich zwischen Kunst und Wissenschaft: „[…] unter den verschiedenen Fächern, die diese Kriegskunst umfasst wählte man bald dieses bald jenes zur Übung seines militärischen Scharfsinns und so entstanden nach und nach durch den fortgesetzten Fleiß mehrerer Jahrhunderte die einzelnen Lehrgebäude, die den Namen Kriegswissenschaften führen. […] Über das Terræn aber, die Grundwissenschaft der meisten so eben genannten Theile der Kriegskunst hat bisher noch niemand bisher etwas zusammenhängendes geschrieben.“ Das war ein deutlicher Hinweis auf den Anspruch zur Selbstständigkeit der militärischen Geographie und zugleich die enge Zuordnung zur Militärwissenschaft in der Folgezeit.
Aus seinem praktischen Truppendienst hatte Ludwig Müller Erfahrungen mit Special- und Situationskarten gesammelt, die „theils von Menschenhänden“ geschaffene Werte (Wohnungen, Brücken, Gehege) für die militärische Geländebeurteilung nutzbar machten.
Eine vergleichbare Zuordnung der Terrainlehre zur Kriegskunst findet sich im Jahr 1793 bei August Gottlob Böhme in Sachsen. Zu den Methoden zum Kennenlernen des Landes vermerkt er: „Die Kenntnis des Landes ist eines der ersten und vornehmsten Stücke der Kriegskunst, wozu man auf verschiedene Weisekommen kann: mit Hilfe der Landkarten, durch den Bericht der Einwohner, durch eigene Besichtigungen und vermittels der Jagd.“

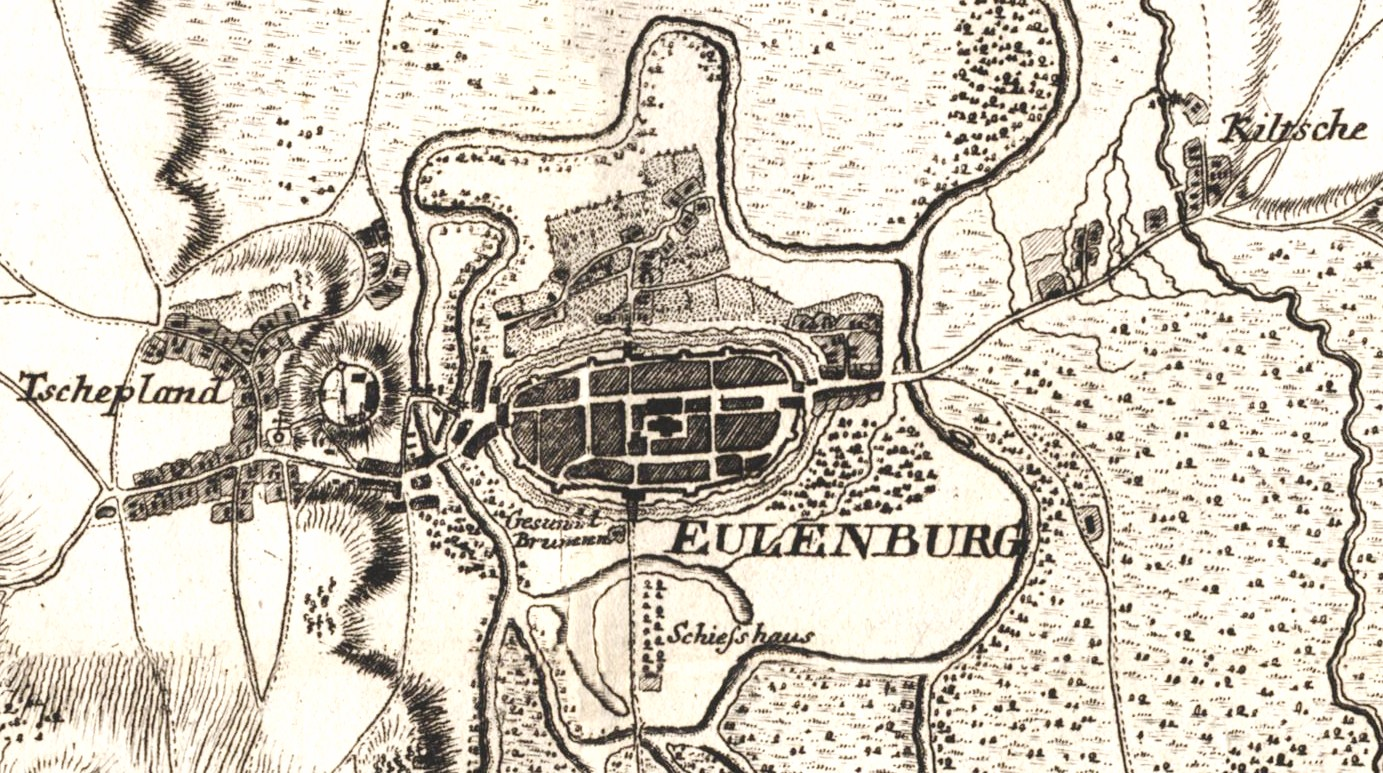
Plan EILENBURG (nach 1764) von Isaak Jacob von Petri (1705–1776)
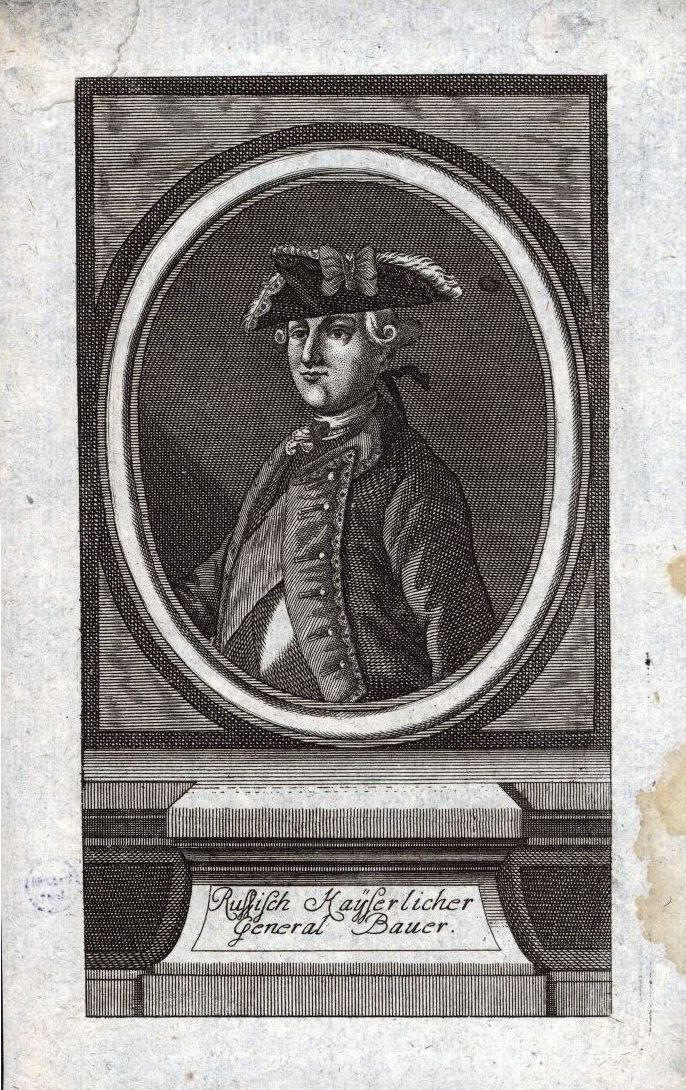
Friedrich Wilhelm Bauer (1731–1783), Pläne von Westphalen, Wallachey
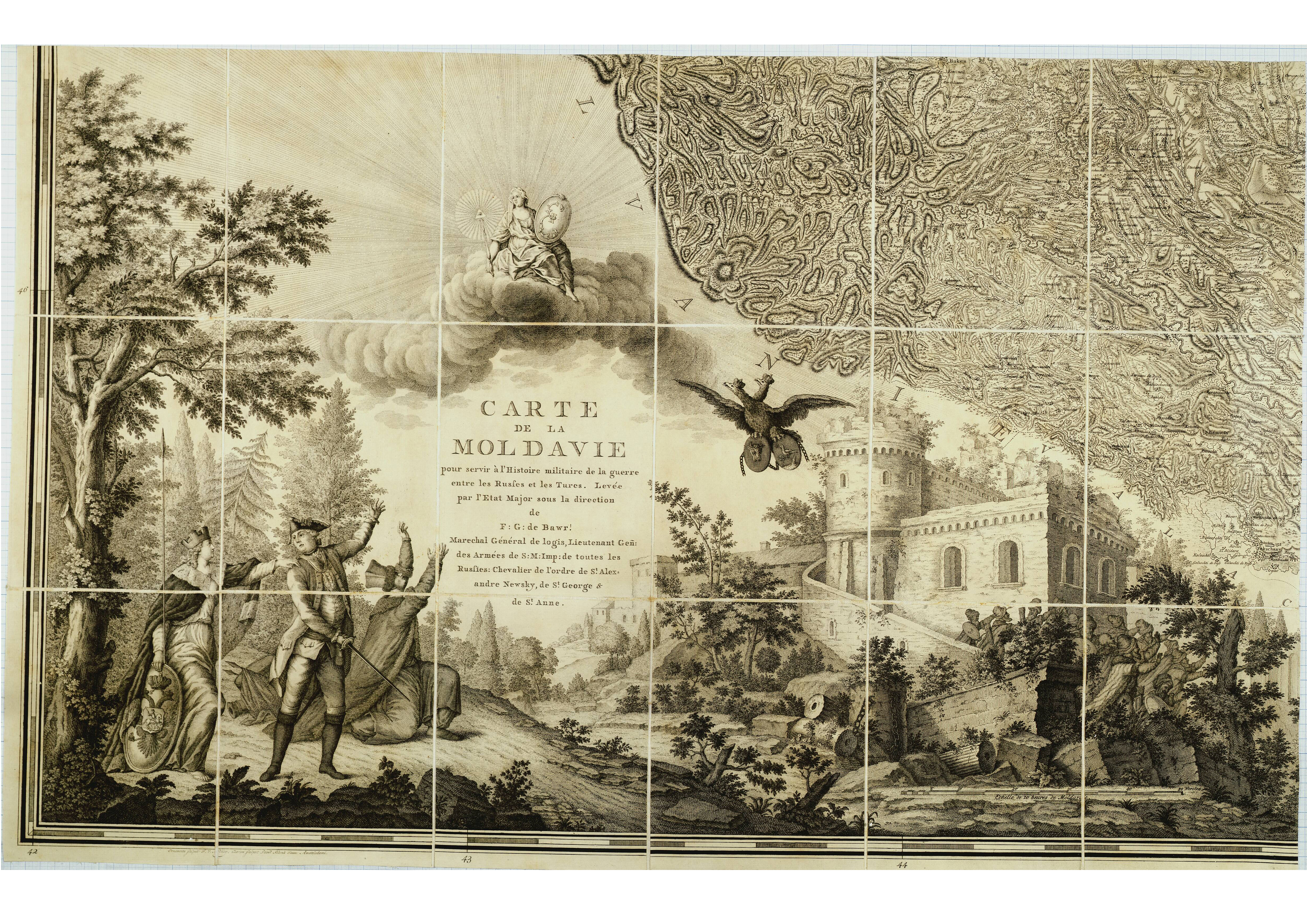
Friedrich Wilhelm Bauer, Carte de la Moldavie, Karte von Moldawien

Erstmals erschienen Karten (Pläne) „für den künftigen Gebrauch“, also für Räume, in denen bisher keine Schlachten stattgefunden hatten, sondern stattfinden könnten. Besonders bekannt wurden die Situationspläne von Isaak Jacob von Petri (1705–1776) für Gegenden um Dresden, Meißen und Torgau sowie von Friedrich Wilhelm Bauer (1731–1783) für Westphalen, Moldau (1789) und die Wallachey.

### Statistik vs. Militärgeographie, Spezialgeographie im 19.Jh.
Die Weiterentwicklung militärgeographischer Arbeiten wurde nach Meyers Konversations-Lexikon von 1888/90 durch die Allgemeine Wehrpflicht verstärkt: Je größer die Heere werden und je mehr infolge der allgemeinen Wehrpflicht (ab 1813/14 in Preußen) der Krieg zur Volkssache geworden ist, umso mehr wirken die geographischen Verhältnisse des Kriegsschauplatzes auf die militärischen Operationen und ihre Vorbereitung ein.
Die an der Allgemeinen Kriegsschule bis in die 1860er Jahre geübte Praxis, Militärgeschichte und -geographie zusammen auszuweisen, ergab die Vorstellung von militärgeographischen Dauerwerten, bei Vernachlässigung der aktuellen geographischen Bedingungen.

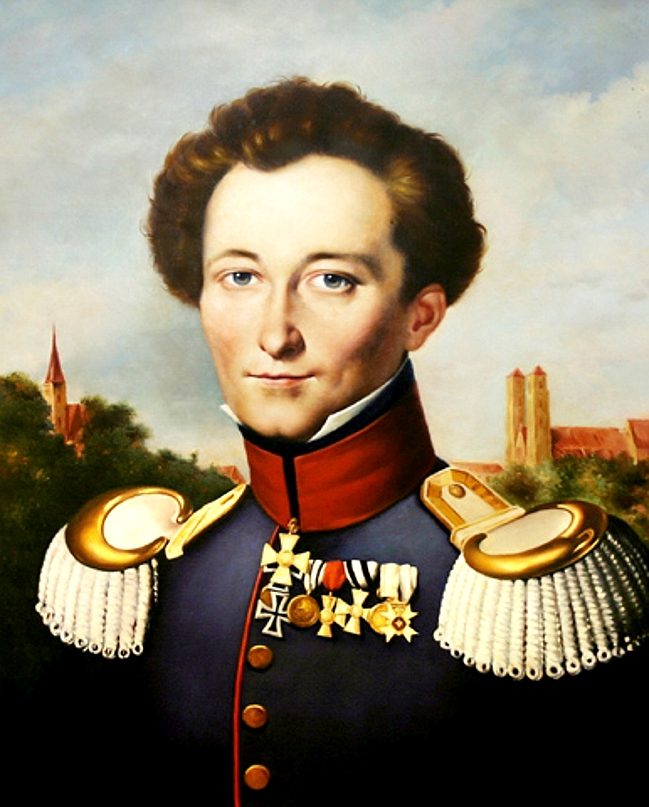
Carl von Clausewitz (1780–1831)
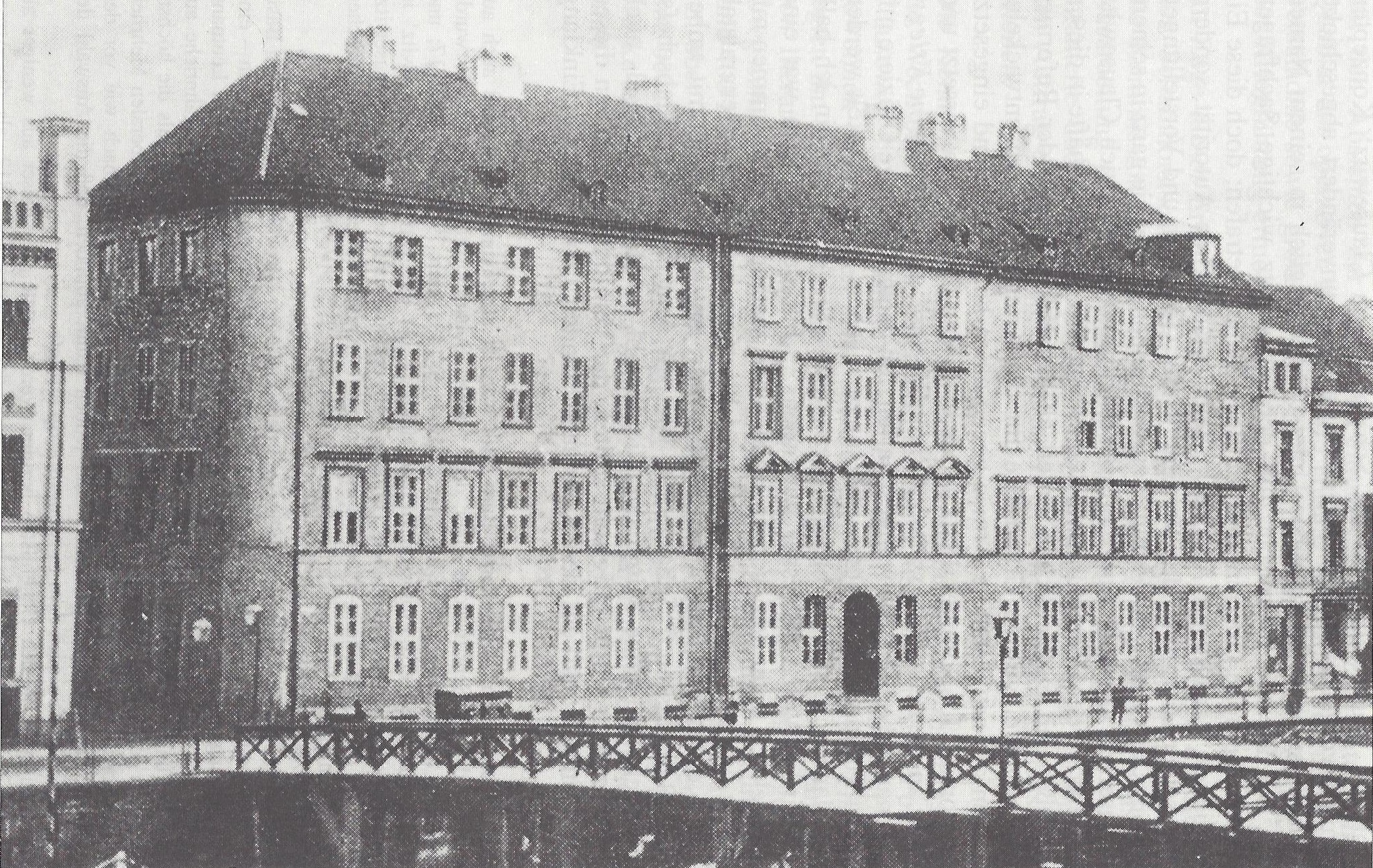
Gebäude der Allgemeinen Kriegsschule zu Berlin, Burgstr. 19, vor 1883
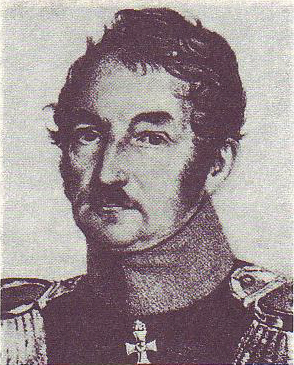
Otto August Rühle von Lilienstern (1780–1847), Direktor von 1837–1848 an d. Allg. Kriegsschule

Die Gefahr der Praxisferne und einer Verwissenschaftlichung der Militärgeographie entstand aus den militärgeographischen Beiträgen am Anfang des 19. Jahrhunderts. Scharfe Kritik bekam die starke Hinführung zur schematisch-statistischen Beschreibung in der militärgeographischen Literatur von Carl von Clausewitz (1780–1831), der von einer „erborgten Wichtigkeit“ sprach.
Otto August Rühle von Lilienstern (1780–1847), Direktor der Allgemeinen Kriegsschule in Berlin von 1837 bis 1848, kritisierte das Handbuch der Militär-Geographie von Carl August von Malchus aus gleichem Grund als für den Offizier unbrauchbar.

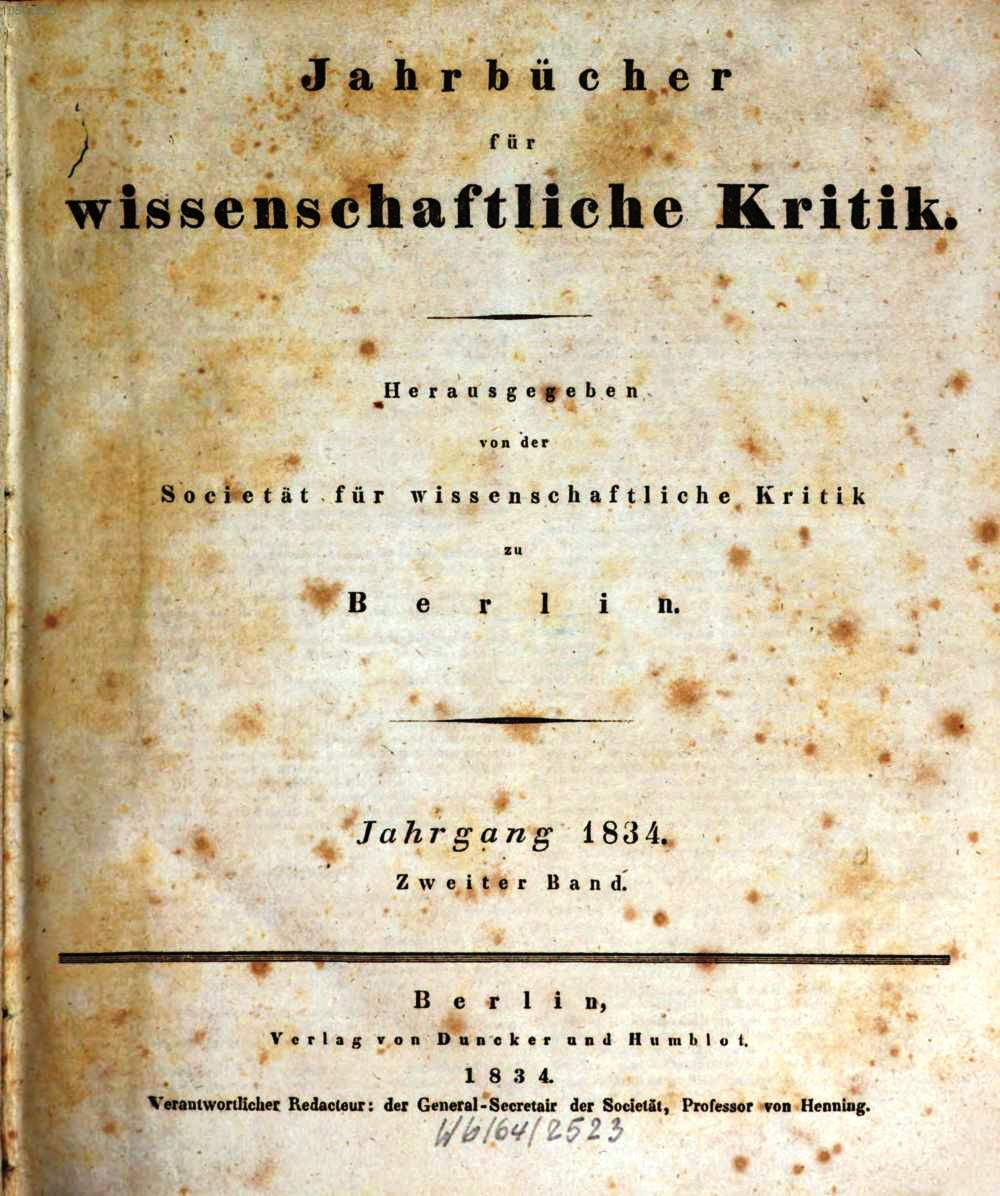
Jahrbücher für wissenschaftliche Kritik, 1834, Band 2, Titelseite
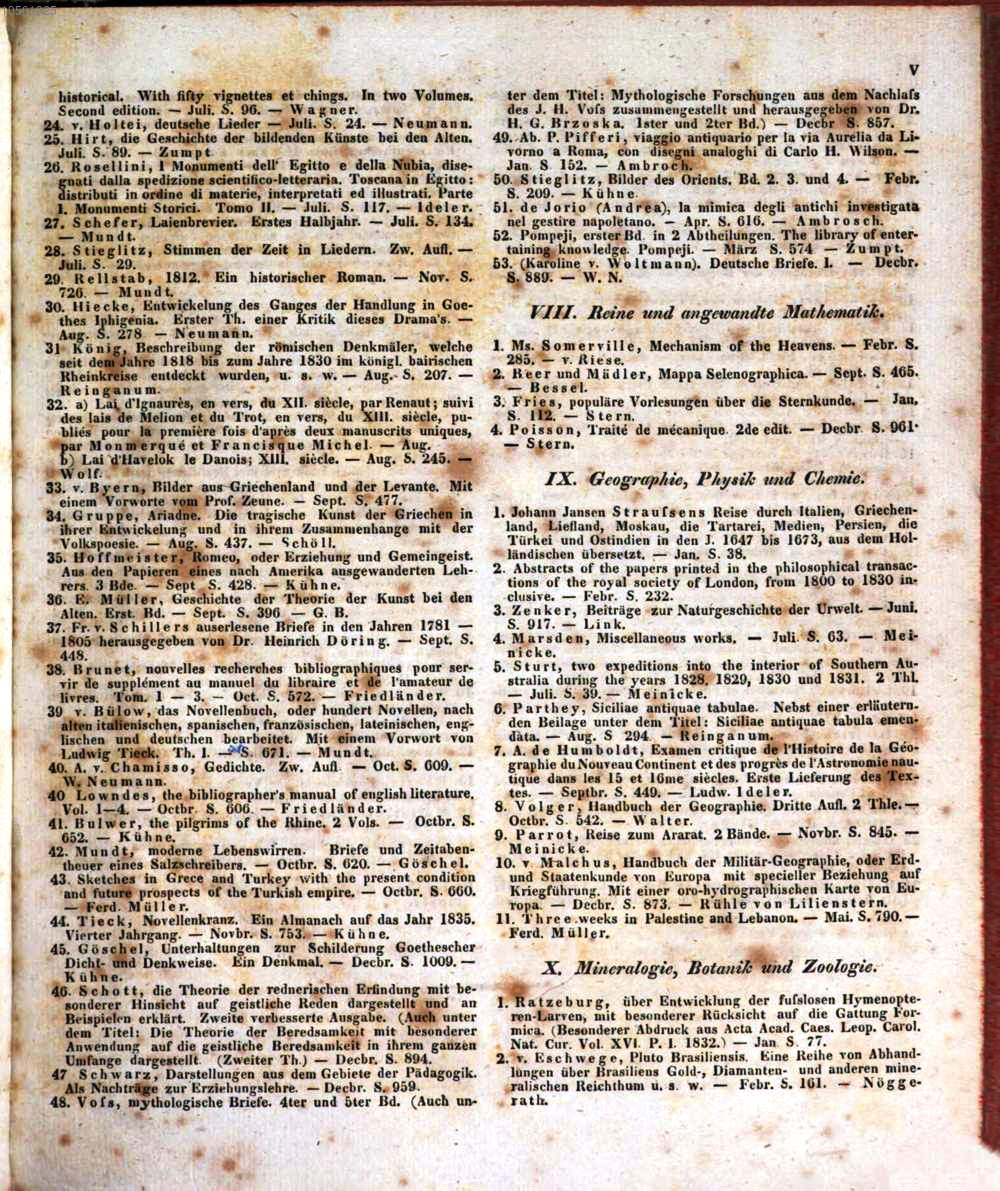
Jahrbücher für wissensch. Kritik, 1834, Bd. 2, S.V, As. IX, Nr. 10
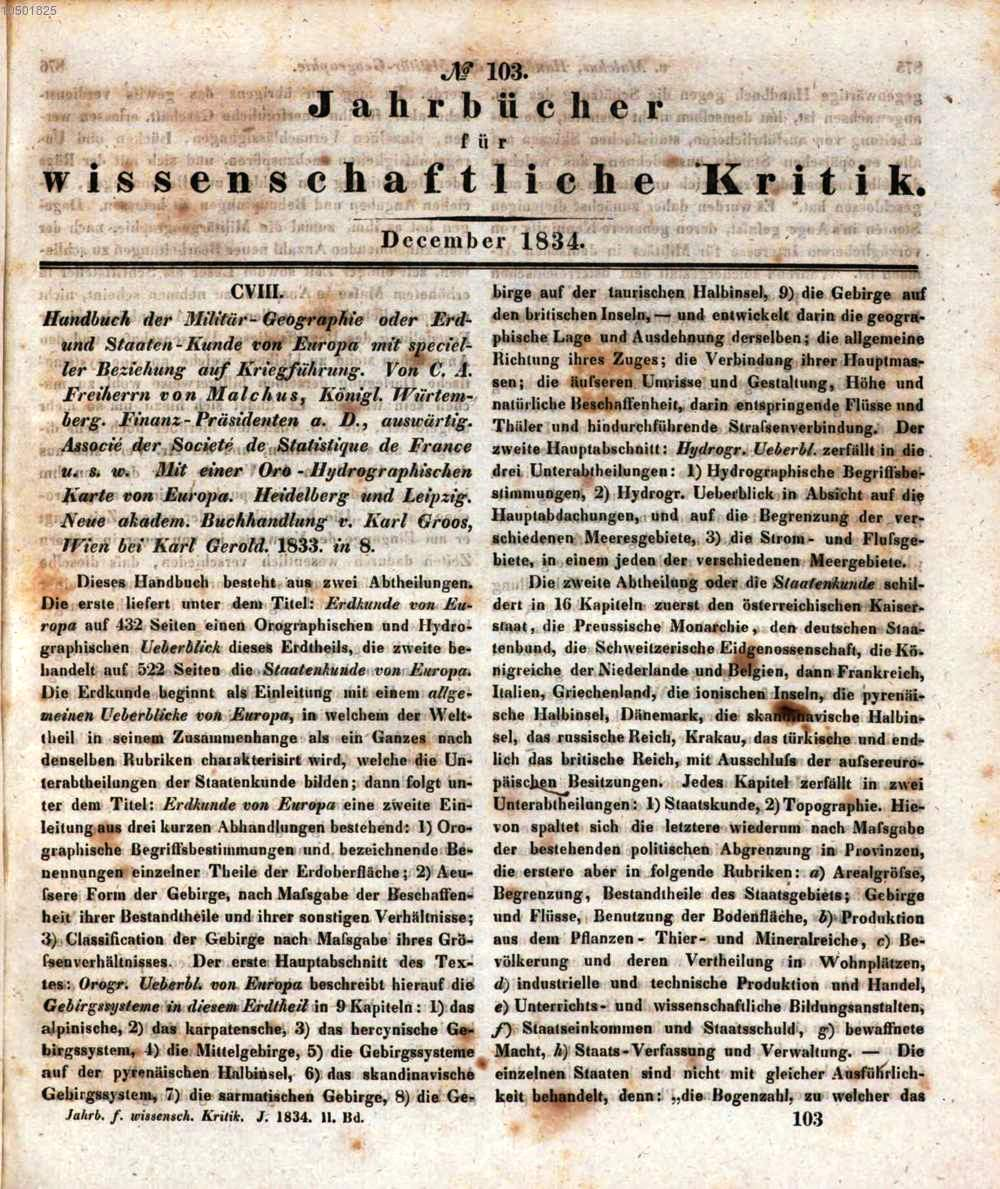
Jb. 1834 Bd. 2, S. 874: Rezension O.A. Rühle v. Lilienstern z. Handbuch der Militär-Geographie von C.A. v. Malchus

Von 1850 bis 1855 war an der Allgemeinen Kriegsschule in Berlin die Militärgeographie für Generalstabsoffiziere in Spezialgeographie umbenannt worden.
Einen qualitativen Sprung durchlief die Militärgeographie als Emil von Sydow (1812–1873), Abteilungschef im Generalstab, das Lehrfach von der übertriebenen Anbindung an die Militärgeschichte befreite. Ab dem Jahr 1865 experimentierte Sydow mit photographischen Verfahren für die Kartenreproduktion.
Albrecht T. E. von Roon (1803–1879), von 1824 bis 1827 Hörer an der Allgemeinen Kriegsschule in Berlin beim Lehrer für Allgemeine Geographie Carl Ritter (1779–1859), führte in späteren Jahren die Militärgeographie aus ihrer übertriebenen Anbindung an die Statistik heraus. Roon erweiterte nicht nur Gegenstand und Theorie der Militärgeographie, sondern verwendete politisch- und ökonomisch-geographische Merkmale für die Praxis-Einschätzung in den preußisch-österreichischen Kriegen. Seit Graf von Roon kann die Militärgeographie als eine selbstständige, offiziell organisierte Wissenschaftsdisziplin gelten.

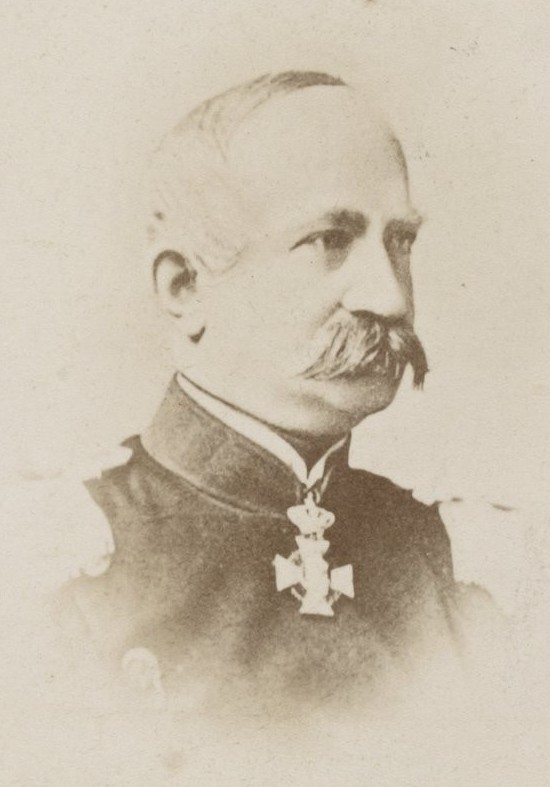
Emil von Sydow (1812–1873)
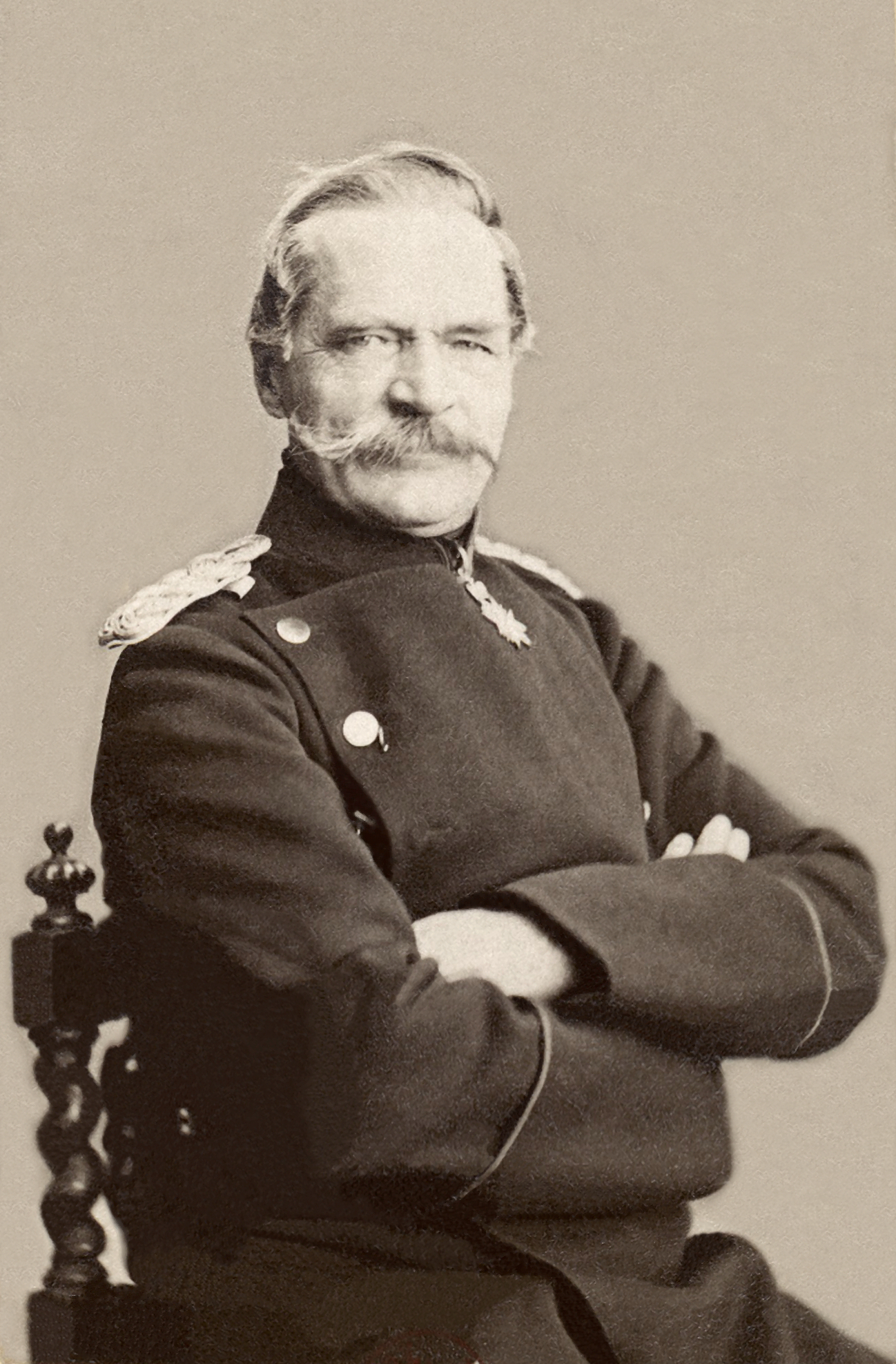
Albrecht T.E. von Roon (1803–1879)
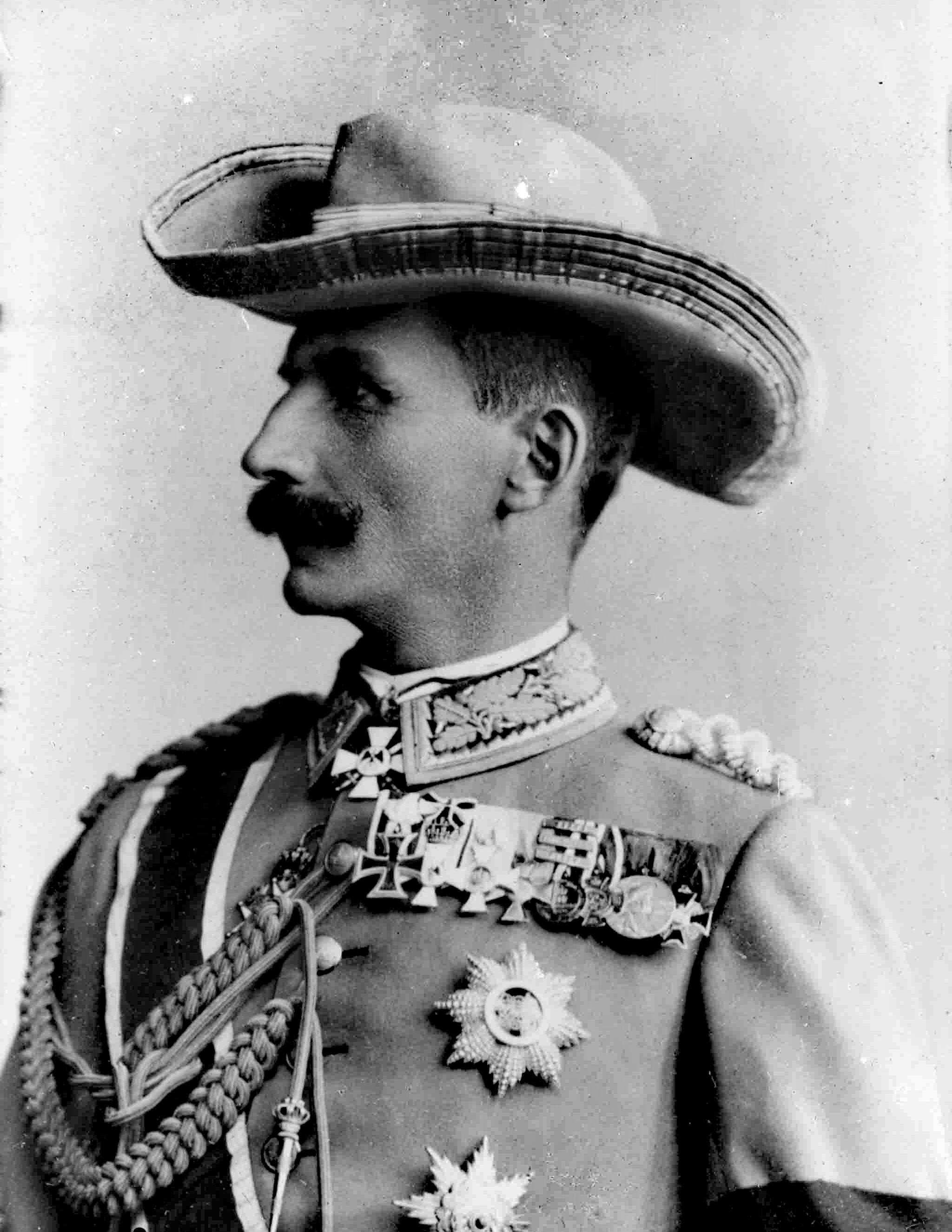
Eduard W.H. von Liebert (1850–1934)

General Eduard W. H. von Liebert (1850–1934) übernahm gegen Ende des 19. Jahrhunderts Roons Gedanken und gab in den Beschreibungen praktische Empfehlungen für den Offizier. Bedeutsame Leistungen werden Helmuth von Moltke (1800–1891) zugeschrieben, der ebenfalls in Personalunion als Offizier und Geograph wirkte.
Einen Tiefpunkt erlebte die militärgeographische Ausbildung an der Allgemeinen Kriegsschule am Ende des 19. Jahrhunderts. Albrecht von Roon war 1879 gestorben und teilweise sein militärgeographisches Gedankengut in Vergessenheit geraten. Mit dem Lehrprogramm 1885 war an der Allgemeinen Kriegsschule noch einer der neuesten Feldzüge zu behandeln unter alleiniger Hervorhebung des Geländeeinflusses auf die Operationen. Ab 1894 wurde eine verringerte Stundenzahl Terrainlehre anstelle Militärgeographie gelehrt.

### Militärgeographie und Kriegsgeographie am Anfang des 20.Jh.
In den Übergangsjahren des 19./20. Jahrhundert veränderten sich in der Militärgeographie die Proportionen zugunsten einer Länderkunde im Interesse der Kolonialsektion des Generalstabes. Die außereuropäischen Ausarbeitungen wurden einer neu aufkommenden Kolonialgeographie zugewiesen. Im Großen Generalstab von 1913 war der Bereich des Chefs Landesaufnahme auf die Trigonometrische, Topographische, Kartographische, Photogrammetrischen Abteilungen und die Kolonialsektion geschrumpft und von den Quartiermeisterstellen abgekoppelt.
Die Militärgeographie erlebte eine Wiedergeburt im Vorfeld und während des 1. Weltkrieges als Kriegsgeographie, nach der Spezialgeographie die zweite neue Bezeichnung der Militärgeographie.

Gebietsfolgen des Vertrages von Versaille (1919)

Nach dem Versailler Vertrag und der Auflösung des deutschen Generalstabes existierte im Reichswehrministerium eine bescheidene geographisch-statistische Abteilung. Die Folge ist die völlige Diskreditierung einer Kriegsgeographie und die starke Reduzierung militärgeographischer Untersuchungen. Bis zum Beginn der 1940er Jahre ist eine Beschränkung auf militärgeographisch-historische Erörterungen festzustellen. In den 1930er Jahren tauchte der Begriff der Wehrgeographie auf, deren Begründer und prominentester Vertreter Oskar Ritter von Niedermayer (1885–1948) wird.

### Militärgeographie vs. Wehrgeographie, Wehrwissenschaft, Geopolitik
Das dritte Jahrzehnt des 20. Jahrhunderts markierte eine dritte Mutation für die klassische deutsche Militärgeographie – über die Wehrgeographie zur Wehrgeopolitik.
Oskar Ritter von Niedermayer, ab 1933 Privatdozent für Wehrlehre und Wehrpolitik an der Berliner Universität, erklärte dazu: Der Begriff Wehr sei aus „deutschem Erleben und deutschem Bedürfnis“ nach dem 1. Weltkrieg entstanden und „[…] umfasst die gesamte Rüstung des Staates und Volkes und seines Lebensgebietes, die materiellen und personellen Kräfte, die geistigen, wirtschaftlichen und militärischen, und zwar sowohl die vorbereitenden Maßnahmen des Friedens wie den Kräfteeinsatz im Krieg.“
In einem Beitrag in Petermanns Geographischen Mitteilungen (1934) wendet sich W. Schmoeckel von den Roon’schen Ansichten einer engen Verbindung von Militärgeographie und Politik ab. Nach seiner Meinung entsprach es „einem akuten praktischen Bedürfnis, die Begriffe Militärgeographie und Wehrgeographie auch weiterhin zu unterscheiden, Militärgeographie der Strategie und Taktik, Wehrgeographie der Politik zu belassen.“
Dem folgte Niedermayer und unterschied: „Militärgeographie ist Geographie aus militärischer Sicht und Wehrgeographie ist eine unter dem Wehrgesichtspunkt stehende Geographie. […] Die Wehrgeographie ist aus der Militärgeographie hervorgegangen.“
Niedermayer legte im Jahr 1936 auf dem Geographentag sein Konzept einer Wehrwissenschaft vor. Als Zweige galten ihm: Wehrphilosophie, Wehrgeschichte, Wehrrecht, Wehrwirtschaft, Wehrpolitik, allgemeine Wehrlehre und Wehrgeographie. Ab 1937 übernahm er die Verantwortung für die drei letztgenannten Wissenschaftszweige als Direktor am Institut für allgemeine Wehrlehre an der Berliner Universität. Betreffs der Zuordnung der Wehrgeographie zur Wehrwissenschaft gelangte er im Jahr 1942 zu der Aussage: „Wie Krieg und Wehr in das Gebiet der Politik gehören, so ist die Wehrgeographie ein Teil der Politischen Geographie.“
Karl Haushofer (1869–1946) charakterisierte die drei Begriffe Militärgeographie, Wehrgeographie und Geopolitik nach seiner Lesart differenziert: „In den ersten beiden steckt die Beschreibung, damit latente Anerkennung des gestrigen Zustandes, des geltenden Rechts, in der letzten [Wehrgeopolitik] die Anwendung des Willens zur Wehr-Macht […].“
Anzumerken sind Versuche bis in die 1980er Jahre, militärische Niederlagen aus geographischen Bedingungen heraus zu erklären, so z. B. in einer Studie aus dem Jahr 1981 von Geographieprofessor Rainer Mennel.
Die Militärgeographie hatte mehrfach ihren Namen gewechselt (Spezielle Geographie, Kriegsgeographie, Wehrgeographie), demgegenüber wurden die für die militärische Praxis bestimmten Dokumente stets unter der Bezeichnung Militärgeographische Auskunftsberichte herausgegeben.

### Militärisches Geowesen in der DDR

#### Militärpolitische und fachspezifische Grundlagen für das Militärgeowesen in der DDR
In den Teilnehmerstaaten des Warschauer Vertrages waren nach Vorgabe der Führungsmacht UdSSR die Arbeitsbereiche Politische Geographie, Militärgeographie sowie Militärtopographie und Militärhydrographie strikt getrennt. In der Nationalen Volksarmee (NVA) der DDR wurde auf eine Politische Geographie sowjetischer Art verzichtet.
Eine umfassende Darstellung zur Geschichte des staatlichen Geowesens der DDR steht bisher aus. Die Monographie Militärisches Geowesen der DDR des Bundesministeriums der Landesverteidigung (Wien, 2006) beschreibt und bilanziert die Entwicklung der Militärgeographie, Militärtopographie und Seehydrographie in der DDR. Sie bewertet mittels einer umfassenden Dokumentation vor allem die Arbeit und die Leistungen des Militärtopographischen Dienstes (MTD) der NVA und des Seehydrographischen Dienstes (SHD) der DDR und gibt anhand von zahlreichen Kartenbeispielen nähere Erläuterungen.
Das Bewertungsurteil lautet, dass in den Armeen der Teilnehmerstaaten des Warschauer Vertrages fachlich ausgezeichnete topographische und thematische Karten erarbeitet wurden, die vor allem durch ihre Truppenbrauchbarkeit, Einheitlichkeit der Darstellung sowie durch den Umfang der Bearbeitung bestechen.
Da die militärgeographischen Unterlagen und das gesamte Vermessungs- und Kartenwesen und insbesondere die thematischen Spezialkarten sehr strenger Geheimhaltung unterlagen, ist wenig über die Produkte des MTD und SHD in der Öffentlichkeit und im Ausland bekannt. Die Monographie beinhaltet deshalb ein umfangreiches Abkürzungsverzeichnis sowie den Vergleich (die Synopse) der Fachtermini-Ost-West.
Auf den Topographischen Karten-Ausgaben für die Volkswirtschaft TK(AV) war kein ausländisches Gebiet dargestellt. Außerdem wurden Objekte von militärischer und Verteidigungsbedeutung (OMV) aus Sicherheitsgründen nicht der Wirklichkeit entsprechend dargestellt. Das ist ebenfalls in NATO- und EU-Mitgliedsländern geübte Praxis, z. B. für Militärflugplätze und ortsfeste Radaranlagen.

#### Militärgeographische Zuständigkeit der DDR

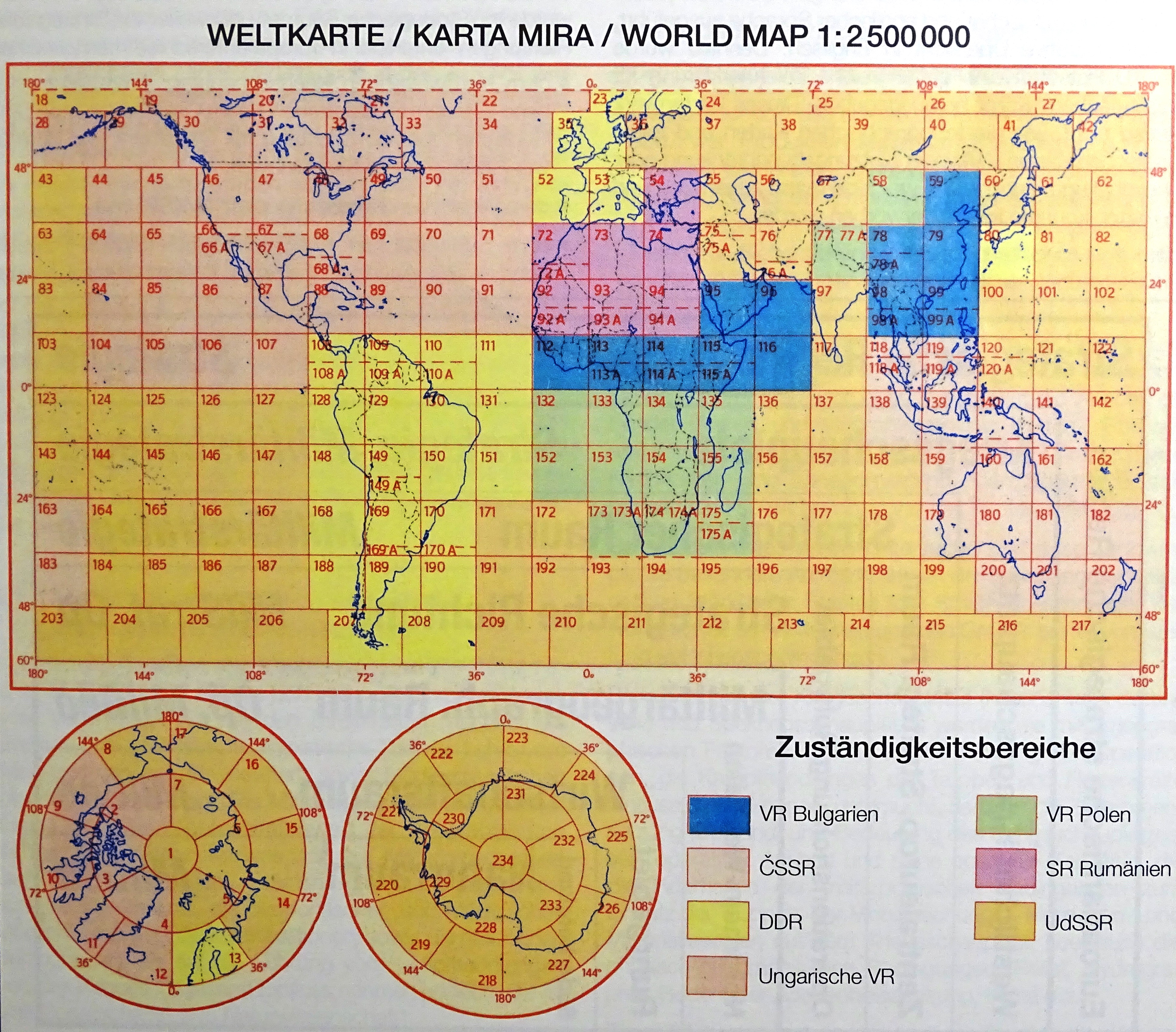
KARTA MIRA / WORLD MAP, Weltkarte 1:2.500.000, Blattübersicht, Erstausgabe hrsg. 1976

Ab dem Jahr 1976 stand für die militärgeographischen Arbeiten eine Weltkarte 1:2 500 000 zur Verfügung, die von sieben Teilnehmerstaaten des Warschauer Vertrages (Bulgarien, DDR, ČSSR, Polen, Rumänien, Ungarn, UdSSR) gemeinschaftlich erstellt worden war. Die DDR übernahm die Bearbeitung von Räumen in Nord-, West- und Südwest-Europa sowie auf dem südamerikanischen Kontinent (siehe Abbildung Weltkarte– hellgelbe Hinterlegung).
Die Herausgabe der zweiten Auflage konnte 1990/91 nicht mehr abgeschlossen werden.
Die militärgeographischen Aufgabenbereiche überdeckten vermutlich die Räume, die dem im Militärbündnis abgestimmten Zuständigkeitsbereich für die topographisch-kartographische Versorgung entsprachen. Dazu gehörten ausgewählte Gebiete von besonderem militärischem Interesse auf dem Westlichen Kriegsschauplatz (WKSP) in festgelegten Strategischen Räumen und wahrscheinlichen Operationsrichtungen, darunter:
- das Staatsgebiet der DDR;
- das Territorium von Westberlin und der BRD (von 50°N bis 54°40'N);
- die Niederlande und Belgien, Luxemburg (westlich 6°E und nördlich 50°N), Frankreich (nördlich 48° und 0° bis 6°E).

Die Militärgeographen waren keine Angehörigen des MTD, sondern Generalstabs- und Truppenoffiziere. Deren Ausarbeitungen stützten sich auf äußerst umfangreiche und detaillierte Informationen, die beim Chef des Bereiches Aufklärung im Hauptstab der Nationalen Volksarmee der DDR durch Auswertung von einschlägigen Unterlagen und durch gezielte Erkundungen im Gelände durch Fachleute der militärischen Auslandsaufklärung, beschafft wurden.

#### Militärgeographische Auskunftsdokumente in der DDR
Im Ergebnis standen ab dem Jahr 1981 dem Hauptstab der NVA ein Militärgeographisches Auskunftsdokument über den Westlichen Kriegsschauplatz (MAD-WKSP) und 11 Spezialkartenserien zur Verfügung.

Seehydrographischer Dienst der DDR, Dienstflagge

Als maritime Ergänzung wurde in den Jahren 1976 bis 1985 das Militärgeographische Auskunftsdokument der Volksmarine (MGAD-VM) gemäß den Vorgaben des Hauptstabes der NVA durch den Seehydrographischen Dienst der DDR erarbeitet. Die Loseblattsammlung umfasst definierte geographische Räume in mehreren Bänden:
- Band 1 – Deutsche Bucht und westliche Küstengewässer Dänemarks;
- Band 2 – Skagerrak;
- Band 3 – Sund- und Beltzone nördlicher Teil (Kattegat);
- Band 4 – Sund- und Beltzone südlicher Teil (Beltsee);
- Band 5A – Küste der DDR;
- Band 5B – Vorsundzone (BRD, Dänemark, Schweden).

Von der Militärakademie „Friedrich Engels“ in Dresden wurden mit Stand 1986 bis 1989 militärgeografische Informationen über Frankreich, Großbritannien, Spanien und Portugal erarbeitet und nachfolgend im kartographischen Teil an das Auskunftsdokument MAD-WKSP angepasst.

#### Schriftenreihe Militärgeographie in der DDR
Der weltpolitische Wandel ab Mitte der 1980er Jahre ermöglichte die teilweise Offenlegung der Ergebnisse der theoretisch-militärgeographischen Forschung an der Militärakademie „Friedrich Engels“ und die Herausgabe der Schriftenreihe Militärgeographie des Ministeriums für Nationale Verteidigung.

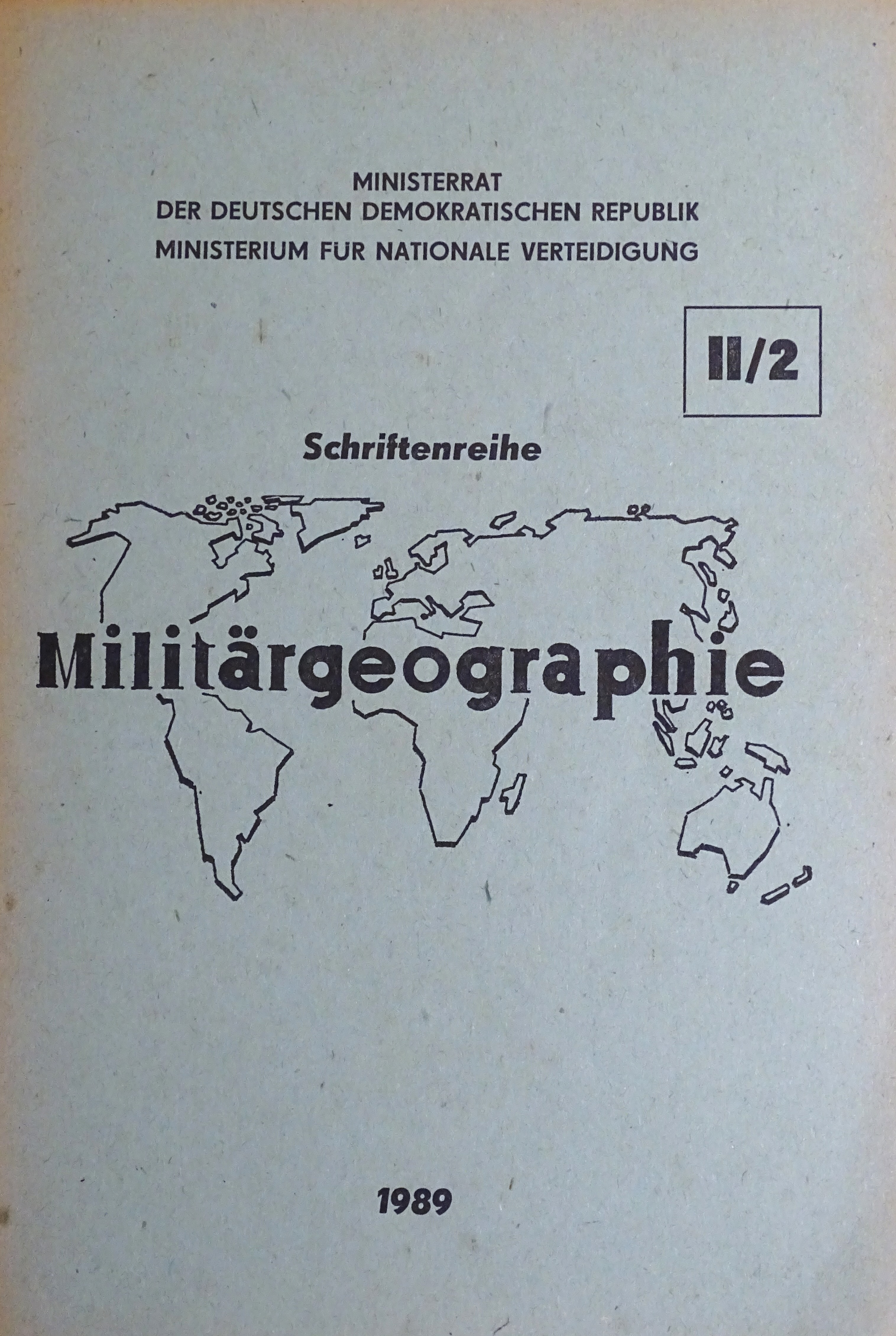
Titelseite, Schriftenreihe Militärgeographie, H. II/2 (Hrsg.) MfNV, 1989
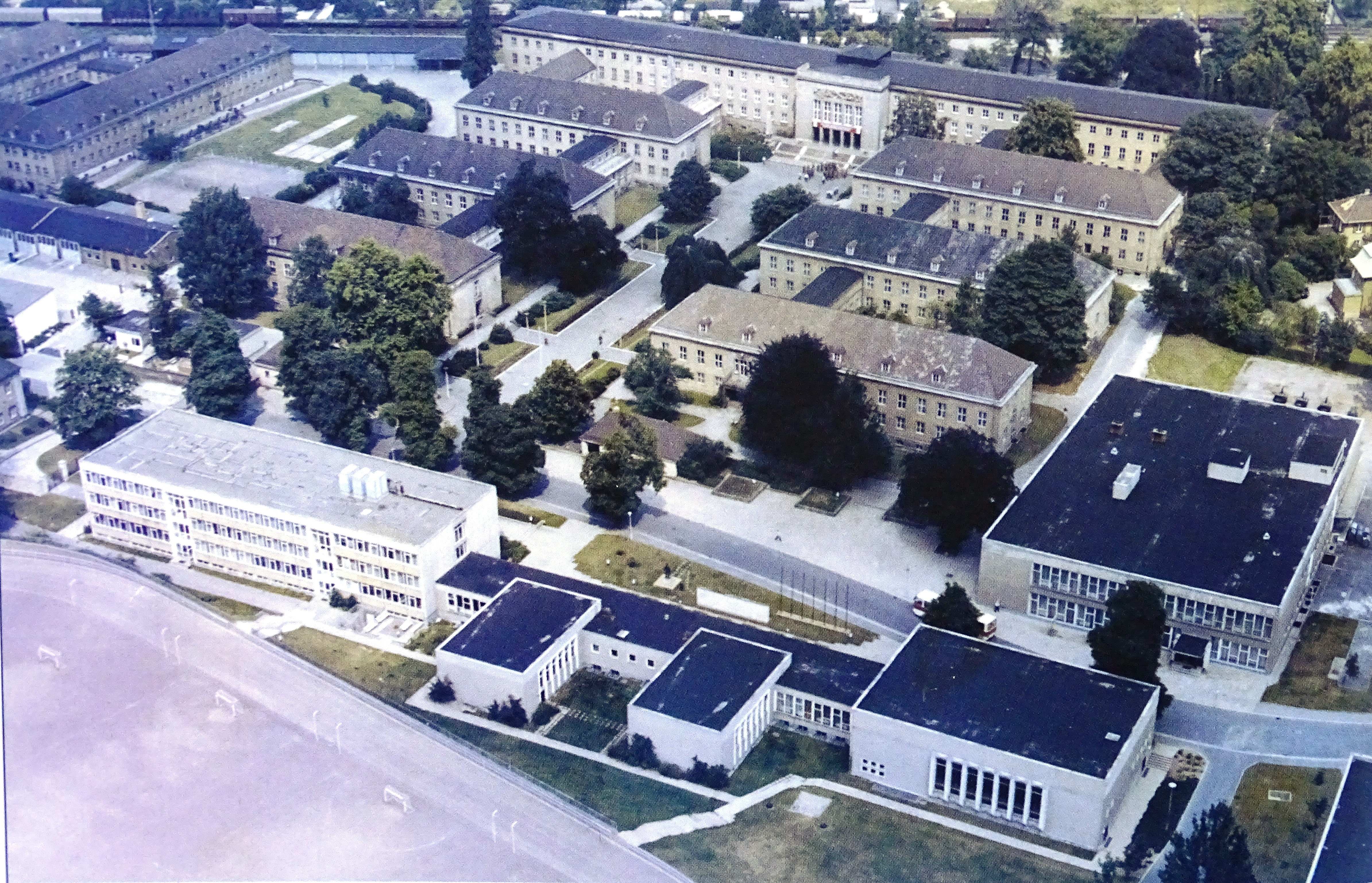
Ehem. Militärakademie „Friedrich Engels“, Dresden (etwa 1988)
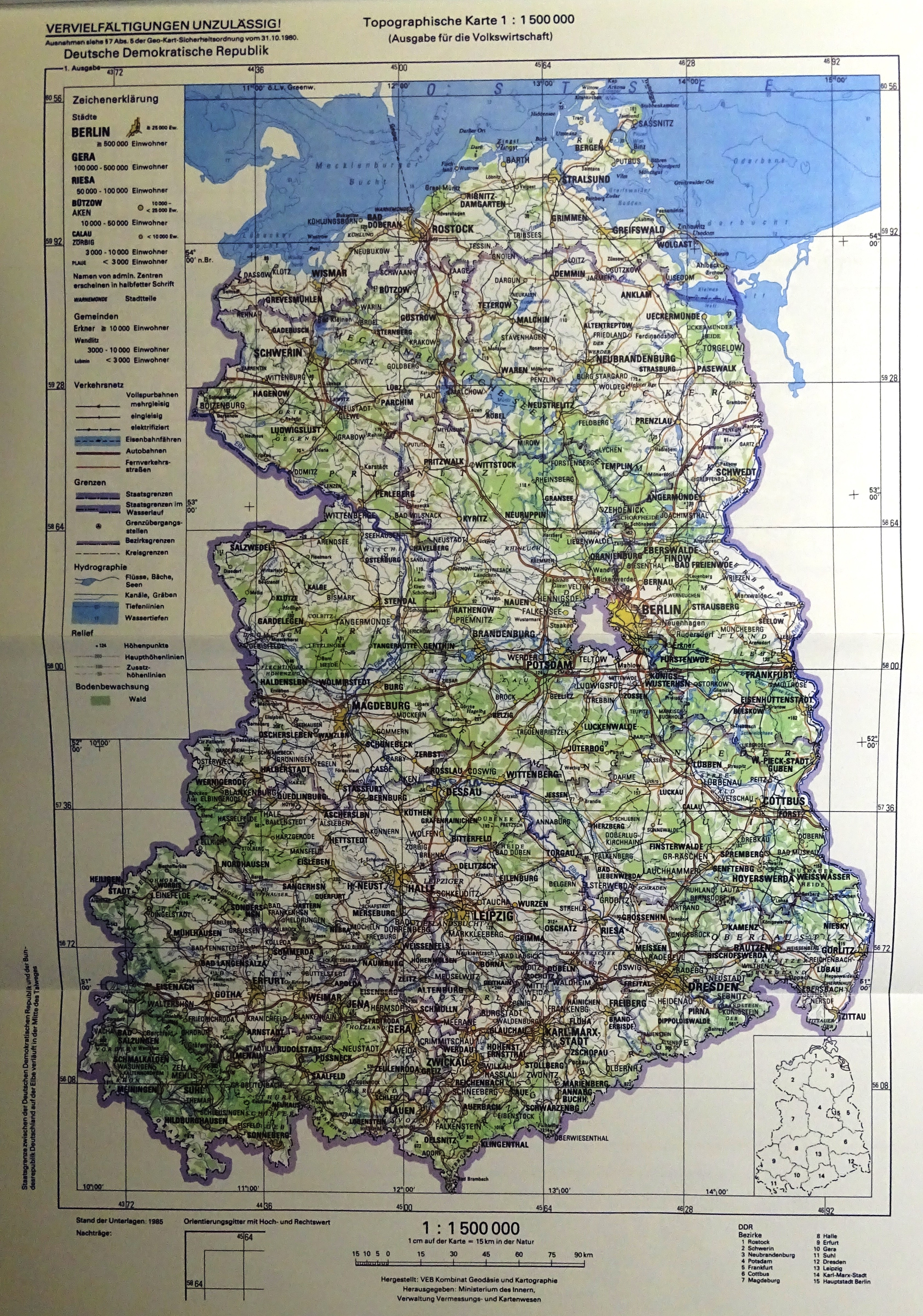
Topographische Karten-Ausgabe für die Volks-wirtschaft in der DDR

Von 1988 bis 1990 erschienen insgesamt 21 militärgeographische und militärlandeskundliche Ausgaben der Schriftenreihe Militärgeographie, Heft I bis XII (Heft, Titel, Erscheinungsjahr).
- I Zu theoretischen Fragen der Militärgeographie, 1988, 64 S., 5 Abb.
- II/1 Abriss der Geschichte der Militärgeographie von der Sklavenhalterordnung bis zum Ausgang des 18. Jahrhunderts, 1989, 48 S.
- II/2 Abriss der Geschichte der Militärgeographie vom 19. Jahrhundert bis zum Ende des 2. Weltkrieges, 1989. 72 S.
- III/1 Militärgeographische Arbeitsmethoden. Anhalt für die Erarbeitung militärgeographischer Auskunftsdokumente, 1988. 40 S., 3 Abb.
- III/2 Militärgeographische Arbeitsmethoden. Theoretische Grundlagen, 1988. 40 S., 6 Abb.
- IV Beschreibung und Einschätzung militärgeographischer Regionen, 1990. 80 S., 7 Abb.
- V Das Weltmeer. Eine Betrachtung aus militärgeographischer Sicht, 1989. 72 S., 4 Anlagen.
- VI/1 Militärgeographische Beschreibung Bundesrepublik Deutschland, Teil 1, 1988. S. 1–64, 10 Abb.
- VI/2 Militärgeographische Beschreibung Bundesrepublik Deutschland, Teil 2, 1988. S. 65–136, 14 Abb.
- VII/1 Militärgeographische Beschreibung Belgien. Niederlande, Luxemburg, Teil 1: Belgien, 1989, S. 1–80, 1 Abb.
- VII/2 Militärgeographische Beschreibung Belgien, Niederlande, Luxemburg, Teil 2: Niederlande, Abschnitt 1 bis 3, 1989, S. 81–136, 4 Abb.
- VII/3 Militärgeographische Beschreibung Belgien, Niederlande, Luxemburg, Teil 3: Niederlande, Abschnitt 4 und 5, 1989, S. 137–204.
- VII/4 Militärgeographische Beschreibung Belgien, Niederlande, Luxemburg. Teil 4: Luxemburg und Anlagen, 1989. S. 20–276, 1 Abb., 15 Anlagen.
- VIII Militärgeographische Beschreibung Frankreich, 1988. 64 S., 17 Abb.
- IX Militärgeographische Beschreibung Großbritannien, 1988. 64 S., 17 Abb.
- X/1 Militärgeographische Beschreibung Ostseeausgänge: Beschreibung der Seegebiete, 1988, 68 S., 5 Abb.
- X/2 Militärgeographische Beschreibung Ostseeausgänge: Beschreibung Dänemarks, 1988, 52 S., 1 Abb.
- X/3 Militärgeographische Beschreibung Ostseeausgänge: Beschreibung Schwedens, 1988, 68 S.
- X/2 Militärgeographische Beschreibung Ostseeausgänge: Beschreibung Schleswig-Holsteins, 1988, 68 S., 10 Anlagen.
- XI Militärgeographische Beschreibung. Die deutsche Bucht und die westlichen Küstengewässer Dänemarks. 1988, 68 S., 5 Abb.
- XII Militärgeographische Beschreibung. Skagerrak Norwegen,. 1990, 96 S., 13 Abb.

Im Bundesarchiv-Militärarchiv Freiburg i. Br. liegen die Hefte der Schriftenreihe Militärgeographie vor.

#### Inhalt der militärgeographischen Länderkunde
Die Hefte zum Thema Militärlandeskunde waren, vermutlich adäquat dem Auskunftsdokument, einheitlich gegliedert:
- Einleitung, Allgemein-geographische Bedingungen (Geographische Lage, Fläche und räumliche Ausdehnung, Grenzen); Physisch-geographische Bedingungen (Relief, Bodenbewachsung und -beschaffenheit, Hydrogeographie, Küsten und Inseln, Klima);
- Politisch-geographische Bedingungen (Administrative Gliederung, Staatsaufbau, politische Parteien und Massenorganisationen, Massenmedien, Bevölkerung und Siedlungen);
- Ökonomisch-geographische Bedingungen (Allgemeine Charakteristik der Wirtschaft, Bodenschätze, Energiewirtschaft, Industrie, Landwirtschaft, Außenwirtschaft);
- Operativer Ausbau (Straßennetz, Eisenbahnnetz, Binnenwasserstraßennetz, Seehäfen und Anleger, Rohrleitungsnetz, Flugplatznetz, Nachrichtennetz, Führungsstellen, Raketenstellungen, Operatives Sperrsystem, Kasernen und Truppenübungsplätze, Militärische Lager, Gesundheitswesen);
- Militärgeographische Bedeutung, Literaturverzeichnis.

Im Bundesarchiv-Militärarchiv Freiburg i. Br. liegen weitere Studienmaterialien der Militärakademie „Friedrich Engels“ zur Militärgeographie vor.

## Erläuterungen zu geographischen Fachtermini

### Geografische Faktoren und Geokomplex
Die nachfolgenden Abschnitte erlauben einen Einblick in die (militär-)geografische Begriffswelt in der DDR, publiziert in Heft 1 der Schriftenreihe Militärgeographie (1988).
Geographische Faktoren ist die Bezeichnung für diejenigen geographischen Tatbestände, die in vielfältigem Zusammenspiel die charakteristischen Merkmale der einzelnen geographischen Regionen und Landschaften bestimmen. Physisch-geographische Faktoren sind z. B. bestimmte Erscheinungen des Klimas. der Hydrosphäre, der Böden und der Pflanzenwelt, Reliefformen sowie geologische Tatbestände, die die Formenbildung, die Verwitterung und Bodenbildung beeinflussen.
Die kausale Verknüpfung der einzelnen geographischen Faktoren (physisch-, politisch- und ökonomisch-geographischen Faktoren) besteht an allen Punkten der Erdoberfläche und wird in der Geographie als geographischer Zusammenhang bezeichnet.
Geographischer Komplex (Geokomplex) ist die allgemeine Bezeichnung für integrierte geographische Einheiten, zum Unterschied von einzelnen geographischen Faktoren. Der Begriff Geokomplex kann für einen konkreten Ausschnitt der Erdoberfläche angewandt werden, er kann typologisch gefasst sein, er kann zugleich auf Teilkomplexe (physisch-, politisch-, ökonomisch-geographische) oder Raumstrukturen bezogen werden. Immer drückt er die Integration von Elementen und Relationen zu einem System aus. Für die Geokomplexe verschiedenen Inhalts werden spezielle Termini verwendet, wie Physiotop oder Ökotop. Die Analyse von Geokomplexen erfordert als besondere Methode die Komplexanalyse.

### Geographische Bedingungen und geografisches Milieu
Geographische Bedingungen setzen sich aus der Summe der geographischen Faktoren zusammen. Es werden allgemein-, physisch-, politisch- und ökonomisch-geographische Bedingungen sowie der operative Ausbau eines Raumes unterschieden.
Aus den geographischen Bedingungen werden, nach einer militärischen Wertung, militärgeographische Bedingungen definiert.
Geographisches Milieu bezeichnet die Gesamtheit der geographischen Bedingungen an der Erdoberfläche, mit denen sich die menschliche Gesellschaft auseinandersetzen muss.
Der Begriff wäre zu eng gefasst, wenn er auf die Naturelemente einschränkt ist, denn durch die Jahrtausende währende Tätigkeit des Menschen ist die Natur vielfältig umgestaltet worden. Die Bedingungen des geographischen Milieus schließen die Werke des Menschen ein. Die Kulturlandschaft bildet das geographische Milieu des Menschen, während die Landesnatur nur einen Teil der Milieubedingungen ausmacht.
Im Blickwinkel vieler anderer Wissenschaften hat die Geographie die Aufgabe, das geographische Milieu zu erforschen.

### Militärgeographische Faktoren und Bedingungen
Militärgeographische Faktoren stellen einen Komplex jener geographischen Faktoren dar, welche für einen militärisch determinierten Raum charakteristisch sind und welche die Vorbereitung und Durchführung von Handlungen der Streitkräfte, einschließlich des bewaffneten Kampfes, beeinflussen.
Militärgeographische Bedingungen sind diejenigen politisch-, ökonomisch- und physisch-geographischen Besonderheiten eines Staates oder eines Kriegsschauplatzes, die Einfluss auf die Vorbereitung und Durchführung von Handlungen der Streitkräfte, einschließlich des bewaffneten Kampfes haben.
Operativ und taktisch ist die Gestalt der Erdoberfläche nach Bodenbewuchs klassifiziert als offen, bedeckt, stark bedeckt; nach bestimmendem Einfluss auf die Bewegungen in nicht durchschnitten, durchschnitten und stark durchschnitten, in ebenes Gelände oder Gebirge, in Flüsse und Sümpfe. Für die Kampfkraft und die Versorgung bodengebundener Truppenteile sind das Klima, die Jahreszeit und die Verteilung von Bevölkerung, Bausubstanz (Urbanität) und die Infrastruktur von Bedeutung, früher kamen dazu die Anbauverhältnisse der Landwirtschaft für eine landesgebundene Versorgung der Streitkräfte.
In der herkömmlichen Kriegsführung ist das Zusammenwirken der Streitkräfteführung und Diplomatie von Bedeutung, ferner die allgemeinen politischen Verhältnisse, der Verlauf der Staatsgrenzen und die Volksstimmung. Da diese Verhältnisse zeitlich und regional veränderlich sind, schließt sich das Studium der Militärgeographie an gegebene politische und strategische Lagen an. Nicht unerheblich ist ferner der Einfluss der technischen Infrastruktur und der Massenmedien. Aus historischer Sicht ist die Militärgeographie in die Geschichte der Kriege adäquat einzubinden.

## Definitionen zur Militärgeographie im Zeitenwandel

### Universal-Lexikon –1890
Militärgeographie

„Militärgeographie [ist] die Geographie, welche die Länder nicht blos in allgemeiner Beziehung betrachtet, sondern auch in Bezug auf die Wichtigkeit, welche dieselben für die Kriegführung haben. Daher liegen die Producte eines Landes, in so fern sie einem Kriegsheere wichtig sind, der mehr od. weniger kriegerische Geist der Bewohner u. vor allem die Beschaffenheit des Landes zum Kriegsgebrauch, das Terrain, innerhalb des Bereichs der M. In letzter Beziehung sind das Streichen der Gebirge u. ihr Verflachen in eine hügelige Gegend u. zuletzt in die Ebene, der Lauf der Flüsse, ihre Schiffbarkeit, die Straßenzüge u. Eisenbahnen, die Punkte, wo sie Gebirge u. Flüsse überschreiten (Pässe), die Beschaffenheit der Brücken die Gegenstände, welche eine Kriegsoperation auf irgend eine Weise fördern können, daher Wälder, sehr mit Hecken, Sümpfen, Gräben durchschnittenes Land etc., bes. Dinge, die in der M. vorkommen. Bei Städten u. Dörfern beachtet sie vorzüglich ihre Bauart, ob Kirchen, Klöster, Schlösser od. andere Gebäude sich in ihnen, bes. zur Anlegung von Magazinen, Lazarethen od. andern Militäretablissements eignen, ob die Beschäftigung der Bewohner (Handel, Fabriken) die Ortschaften zu solchen Anlagen geeignet macht, u. vor allem die Fähigkeit der Orte zur Befestigung, wie sie denn die vorhandenen Festungen vorzüglich genau ins Auge faßt u. ihre militärische Wichtigkeit zu beurtheilen sucht. Auch die Kenntniß der wichtigsten Schlachtfelder zieht man zuweilen in weiterem Sinne mit zu der M. Vgl. Hahnzog, Lehrbuch der M. in Europa, Magdeb. 1820–1823, 2 Bde.; Meinecke, Allgemeines Lehrbuch der Geographie für Militärschulen etc., 3. Aufl., Magdeb. 1836; Koller, Kleine M. von Europa, Wien 1855; Killmeyer, M. von Europa, Stuttg. 1856.“

### Deutsches Militärlexikon –1961
Militärgeographie – Военная география
„Zweig der Militärwissenschaft, der den modernen Stand der politischen, ökonomischen, militärischen und geographischen Kennziffern der verschiedenen Länder und Kriegsschauplätze unter dem Blickwinkel ihres Einflusses auf die Vorbereitung und Führung der Kampfhandlungen und des Krieges insgesamt studiert. Die M. besteht aus zwei Hauptzweigen: der militärischen Länderkunde und der Beschreibung der Kriegsschauplätze.“

### Deutsches Militärlexikon –1962
Militärgeographie
„[…] ist eine militärwissenschaftliche Disziplin, die die politisch-geographischen, ökonomisch-geographischen und physisch-geographischen Bedingungen sowie den operativen Ausbau des Territoriums eines möglichen Kriegsschauplatzes (d. h. dessen Vorbereitung für die Durchführung von Kampfhandlungen im Falle eines Krieges) hinsichtlich deren Einflüsse auf die Vorbereitung und Durchführung von Kampfhandlungen erforscht. Die Ergebnisse solcher militärgeographischer Untersuchungen werden den Führungsorganen und Truppen der Streitkräfte in Form von verbalen militärgeographischen Beschreibungen oder von militärgeographischen Spezialkarten zur Verfügung gestellt.“

### Militärlexikon der DDR –1973
Militärgeographie
ist eine „Disziplin der Militärwissenschaft, die die politisch-, ökonomisch- und physisch-geographischen Bedingungen sowie den operativen Ausbau des Territoriums der verschiedenen Staaten und Kriegsschauplätze hinsichtlich deren möglichen Einflüssen auf die Vorbereitung und Durchführung des bewaffneten Kampfes erforscht.
Die Ergebnisse solcher militärgeographischer Untersuchungen werden den Führungsorganen und Truppen der Streitkräfte in Form von verbalen militärgeographischen Beschreibungen oder von militärgeographischen Spezialkarten zur Verfügung gestellt.“

### Militärenzyklopädisches Wörterbuch (russ.) –1986
Militärgeographie
als „ein spezieller Wissenschaftszweig der Geographie untersucht die gegenwärtigen militärpolitischen, militärökonomischen- und natürlichen Bedingungen sowie den operativen Ausbau der Kriegsschauplätze, einzelner Länder, strategischer Räume und Richtungen sowie ihren Einfluss auf die Vorbereitung und Durchführung von Kriegen (militärischen Handlungen). Sie ist eng verbunden mit der Militärwissenschaft. Sie untergliedert sich in die allgemeinen Grundlagen, in denen Inhalt und Aufgaben der Militärgeographie bestimmt werden, die militärische Länderkunde sowie das Studium der Kriegsschauplätze.“

### Russländische Online-Enzyklopädie –2019
Militärgeographie
ist ein spezieller Zweig der Geographie und erforscht die politisch-, ökonomischen und militärischen Möglichkeiten der Staaten (Koalitionsstaaten), die natürlichen Bedingungen und deren Einfluss auf die Vorbereitung und Durchführung von Kriegen (Kampfhandlungen). Sie umfasst die militärische Länderkunde und die Geographie der Kriegsschauplätze.

## Trivia
Es gibt im Tienshan einen 6873 m hohen Berg namens Pik der Militärtopografen (in westlicher Schreibweise: Pik Voennykh topographov), über welchen die Grenze Kirgisen / China gezogen ist. Dieser soll 1965 durch eine Gruppe um A. Vododokhov erstbestiegen worden sein.